# 井上麻里奈
井上麻里奈（日语：／ Inoue Marina，1985年1月20日—），日本女性配音員、旁白。青二Production所屬。出生於東京都。身高162cm。AB型血。
主要代表作品有《天元突破 紅蓮螺巖》（庸子）、《我的朋友很少》（三日月夜空）、《圖書館戰爭》（笠原郁）、《南家三姐妹》（南夏奈）、《Smile 光之美少女！》（綠川直／進天使）、《進擊的巨人》（阿爾敏·亞魯雷特）、《境界之輪迴》（真宮櫻）等。

## 來歷
學習院女子中高等科、學習院大學法學院政治系畢業。同業同行柿原徹也是同校大她一屆的學長。
2003年，大學1年級的時候參加索尼音樂SD集團聲優試鏡會，從2,000位應試者之中通過。
2004年5月26日，於新房昭之執導的OVA動畫《柯塞特的肖像》為主角柯塞特獻聲成為出道作。並在同名作品，由梶浦由記企劃製作的主題歌「寶石」與插入歌「Ballad」擔任主唱。
2007年，於1月播出《月面兔兵器米娜》第一次在電視動畫配音主演。同年，獲頒「Anime Grand」年度最優秀女性聲優獎和Anican大賞新人獎第1名。
原屬Voice & Heart，但公司因為從聲優市場撤離。2008年1月1日，加入現在所屬的Sigma Seven。
2013年5月30日，出版自身第一本連載匯集《井上麻里奈 MariIro》。同年12月31日，於第64回NHK紅白歌合戰輪到音樂組合Linked Horizon獻唱自身參演電視動畫《進擊的巨人》片頭主題曲「紅蓮的弓矢 紅白特輯ver.」之際，用聲演角色阿爾敏·亞魯雷特的聲音擔任節目開場旁白。
2014年8月22日，獲頒加拿大溫哥華的國際動畫祭典「Anime Revolution 2014」“INTERNATIONAL VOICE ACTOR AWARD”。
2021年10月1日，於日本電視台新聞節目《news zero》擔任週五解說，並於2022年3月31日擔任週四解說。
2022年1月1日，從Sigma Seven退出，加入青二Production。

## 人物、評價
井上的母親當初打算替她取名，但全家和親戚認為這個讀音和日文聖母「瑪莉亞」相同、基督教的色彩太過濃厚而強烈反對，最後母親在不得不妥協之下，改掉一個字就變成如現在的（麻里奈）。而在井上她的名字裡，「井上」這姓氏是藝名（麻里奈是本名），原因是因為剛出道時經紀人認為這名字感覺很好所以就決定採用了。
有一個年長兩歲的哥哥，兩人的生日都相同。
動畫電影《圖書館戰爭 革命之翼》首映會活動當天，主持人就問「劇場動畫化決定是聽誰說而得知的？」，共演者前野智昭說是從她（麻里奈）打電話通知而得知。除此之外，井上曾受到前輩緒方惠美與多次共同演出的神谷浩史稱讚說她是業界中的美人，以及人品不錯的評價。還有，後進的諏訪彩花對井上也有所憧憬。
對於需要有一位幫後進聲優進行指導的團長，井上則選了同事務所前輩吉野裕行當她的導師。這是因為井上在剛出道時，於參演電視動畫《牙 -KIBA-》看到吉野幫主角配音時，其演技烙印在她的腦海留下了深刻的印象。並說將來要成為像吉野能將現場氣氛變得更加美好，並沒有所謂的前輩與後輩之分的演員。因此漫畫《境界之輪迴》的作者高橋留美子說，井上照顧跟她一起共演的聲優的表現，讓在錄音室現場的高橋看了相當感激。
喜歡的食物有御好燒、文字燒等「麵食」，而她也很擅長作這些料理。其它擅長的料理還有炒飯、蛋包飯及酸奶牛肉，為注重飲食的均衡，她盡量都是在家自己作。
興趣有風景和人物的觀賞與繪畫素描、料理。特長是裁縫。喜歡的動物是貓。
從小學過的有鋼琴、芭蕾舞、游泳、公文式、ESS、書法（初段）。而她的書法是在母親的教導下準備參加書法檢定或書法比賽時學習。並在聲優出道後上電台節目時曾經展露書法。
井上說學生時代雖然沒有看過動畫，但是有看過原作漫畫。當中讓她看得最入神的漫畫是《灌籃高手》，因此她也喜歡籃球。
擅長畫圖，因此在自己主演或參演作品《月面兔兵器米娜》、《旋風管家》、《ZEGAPAIN》、《天元突破 紅蓮螺巖》、《絕望先生》、《南家三姊妹》、《戰場女武神》等參加過動畫幕後的工作。

## 特色
井上說會成為聲優的理由是，想當可以扮演男性角色的演員。一方面在高中時期（就讀女校）參加話劇時，總是扮演男角。但進入大學之後，因為沒有飾演男角的機會，因此是在經過一番考慮之後，才會決定要當聲優的。還有，前輩緒方惠美是讓井上意識到有聲優這項職業存在的人。
出道之前，井上原本規劃大學1～2年級先打工存錢，3～4年級再上聲優學校。但是考慮到了最後，她想知道自己有多少實力而直接參加試鏡，結果，在審查的最終階段中通過。
新人時期，井上在OVA《柯塞特的肖像》突如其來地得到幫女主角配音的機會，所以在錄音時總是重來。她說，當時是在齋賀光希溫柔的指導之下，不斷的吸收與學習當專業聲優的知識。
參加遊戲《藍龍》主角修的配音時，因為呼喊的場景太多而導致失聲，所以她是在一邊去看醫生一邊完成錄音。在錄音之前，因為總是有想不開的地方而一臉苦惱，被音響監督告訴她說「盡力而為就可以了」
，所以後來在接受雜誌採訪時說對扮演少年角色已經有了信心。
2012年3月，曾經參加朋友編劇執筆的舞台劇。近年來經常參加朴璐美主辦的演劇和課程及朗讀公演。
2013年年底，井上以聲優的身分受邀上紅白歌合戰節目，擔任電視動畫《進擊的巨人》片頭主題曲「紅蓮的弓矢」的開場旁白，這對井上來說感到光榮。

## 逸事

### 旋風天使
井上在光之美少女系列《Smile 光之美少女！》得到主角綠川直／旋風天使的配音時，她自己相當高興到流眼淚，並且對想演變身美少女主角的機會有所憧憬。
一方面，以前在《美少女戰士》系列幫水手木星配音的篠原惠美，在這部光之美少女是演另一位女主角青木麗華的母親，因此篠原在錄製完第16話跟綠川直的對話之後，高興的說「麻里奈跟我一樣是綠色的」，就這樣一面歡呼一面離開錄音室直接回家。

### 高橋留美子作品
井上參加漫畫家高橋留美子漫畫改編電視動畫《境界之輪迴》女主角真宮櫻的試鏡會期間，偶然購入高橋的代表作之一《亂馬½》動畫版DVD套組，並全程觀賞過一次。她說從小能和高橋老師的作品邂逅是一種光榮，即使在試鏡會被採用也是一種幸福；還有被拔擢飾演真宮櫻的事讓自己也嚇了一大跳，雖然說有壓力，可是也很高興。
當初，井上說「櫻是普通的女孩子，但是她的心神不定。原因是因為我之前在其他作品經常扮演重視感情的角色，所以一開始要表達出櫻的感情很困難」，但是她表示「對我來說（真宮櫻）這是是一個挑戰，隨著幫忙配音的進展，我期待自己能表現出櫻的感情波動」。
錄完之後，高橋非常的感激和肯定井上幫真宮櫻配音的表現，並說是她的聲音讓櫻塑造成一個更有活力的角色，還有在保護自己演的角色同時，幫櫻展現出可愛的地方和獨特的魅力。
除了自己的主演作《境界之輪迴》和上面提到的《亂馬½》之外，讓井上印象最深刻的作品是《相聚一刻》。

### 新房昭之執導作品
動畫導演新房昭之說，〈物語〉系列女主角老倉育會請井上擔任配音的理由是，他說從小說內容覺得井上的形象可以透過聲音，表達出老倉育的魅力。因此在進行此女主角試鏡的結果，是由新房直接指定擔任。
還有，漫畫家羽海野千花因為對自身作品《3月的獅子》主角的姊姊、幸田香子的形象與〈物語〉系列老倉育的形象有所重疊。所以在3月的獅子動畫化之際，新房才會很希望動畫版的幸田香子由井上擔任。

## 演出
粗體字表示主要角色。

### 電視動畫
2004年
- 我們是心眼壞系（日语：イジワルケイオールスターズ）（不知道布丁）
- 學園愛麗絲（原田美咲、小湊千佳）
- 抓鬼天狗幫（羅紗莉）
- 月詠 -MOON PHASE-（森丘耕平〈少年時期〉）
- （冠茂[44]）

2005年
- 植木的法則（天界人女孩、母、美女B 等）
- 冰上萬花筒（本城美佳）
- 地獄少女（來島薰子）

2006年
- 天使心（凪砂）
- 新鮮釀造音樂劇 練馬蘿蔔兄弟（日语：練馬大根ブラザーズ）（人偶刑警由紀香 等）
- 牙-KIBA-（日语：牙 (アニメ)）（蕾貝卡、傑薩拉、皮諾、莫雷諾）
- ZEGAPAIN（港）
- 009-1（009-7）
- 蜂蜜與四葉草II（小孩）
- BLACK BLOOD BROTHERS（壞小孩）
- BLOOD+（無名角色）

2007年
- 魔女狩獵者（莉莉奧）
- 王牌投手 振臂高揮（三橋琉里）
- 校園烏托邦 學美向前衝！（上原睦月）
- 星界死者之書（桐井冬音）
- 月面兔兵器米娜（佃美奈／月城米娜）
- 絕望先生（木津千里）
- 灼眼的夏娜II（「彩飄」費蕾絲）
- （島子老師）
- 無敵偵探☆貴公子（古賀樂太）
- D.Gray-man（驅魔少年）
- 奔向地球（關·雷·斯洛爾）
- 天元突破 紅蓮螺巖（庸子·利坦拿）
- 爆丸
- BACCANO！（伊芙·傑諾亞德）
- 旋風管家！ （橘、暮里詩音、新娘、兒子）
- 地球防衛少年（Santa／矢村三太）
- 魔法少女奈葉StrikerS（艾力歐·蒙迪爾、琴柯·中島、溫蒂·中島）
- 南家三姐妹（南夏奈[45]）
- 蟲之歌（御岳安妮麗潔／霞王）
- 萌單（雫／魔法）

2008年
- 夕陽染紅的坡道（霧生司[46]）
- 雨夜之月（日语：あまつき）（鶴梅）
- 淘氣小親親（品川真理奈）
- 狂亂家族日記（斑斑、客〈獅子〉）
- 甜點兔 巧克拉！（尼古拉斯·德爾沃）
- SKIP BEAT！華麗的挑戰（最上恭子）
- 鶺鴒女神（月海）
- 楚楚可憐超能少女組（雲居悠理／暗黑幽靈之女、兵部京介〈少年時期〉）
- 俗·絕望先生（木津千里、假面少女、闇之法庭裁判官、風浦可符香）
- 圖書館戰爭（笠原郁）
- 野良耳（日语：のらみみ）（古山的女兒、男孩子）
- Hello Kitty 蘋果森林與平行鎮（日语：ハローキティ りんごの森シリーズ）（威廉）
- 向陽素描（藤堂前輩）
- （瑪麗拉）
- 魔法使的條件 ～夏日天空～（淺蔥穗美）

2009年
- 海貓悲鳴時（右代宮朱志香）
- 肯普法（瀨能名津流、切腹虎）
- 奇蹟少女KOBATO.（田所睦美）
- 懺·絕望先生（木津千里）[注 9]
- 甜點兔 水果（艾格尼絲·莫奈、尼古拉斯·德爾沃）
- 07-GHOST（弗拉烏〈少年時期〉）
- 戰場女武神（艾利西亞·梅露姬奧特[47]）
- 天國少女（仿立人〈幼少時期〉）
- 旋風管家!!（橘亘）
- 向陽素描×365（藤堂前輩）
-瑪莉亞的凝望 4th Season（內藤笙子）
- 瑪利亞狂熱（汐王寺茉莉花）
- 南家三姊妹 歡迎回家（南夏奈）
- 戰鬥陀螺 鋼鐵奇兵（波佐間光）
- 小雙俠 (2008年版)（美滿·不美滿的美滿）

2010年
- 鋼鐵人 (2010年動畫（日语：アイアンマン (2010年のアニメ)）)（亞紀）
- 無法掙脫的背叛（叢雨十瑚）
- 學園默示錄 HIGHSCHOOL OF THE DEAD（宮本麗）
- 黑執事II（盧卡·馬肯）
- COBRA THE ANIMATION（愛麗絲）
- 鶺鴒女神 ～Pure Engagement～（月海）
- 信蜂 REVERSE（瑪娜·瓊斯）
- 向陽素描×☆☆☆（藤堂前輩）
- 瑪麗與伽利 ver.2.0（日语：マリー&ガリー）（紀香[48]）
- MAJOR 6th season（索菲亞·里德）
- 戰鬥陀螺 鋼鐵奇兵 爆（波佐間光）
- 夢色蛋糕師（法蘭索瓦·阿賈尼）

2011年
- X戰警 (2011年動畫)（日语：エックスメン (2011年のアニメ)）（韮崎理子）
- 人家一點都不喜歡啦！（土浦彩葉）
- 境界線上的地平線（涅特·彌托茨黛）
- 肯普法 為了愛（瀨能名津流）
- 戀愛班長 Second Collection（冰室衣舞〈小時候〉）
- SKET DANCE（吉備津百香）
- 迷糊軟網社（木場澄乃）
- 紙箱戰機（川村亞美）
- 數碼寶貝合體戰爭 ～穿越時空的少年獵人們～（明石小進）
- 結界女王（西馮·菲爾查德）
- 我的朋友很少（三日月夜空）
- 瑪利亞狂熱 Alive（汐王寺茉莉花）
- 戰鬥陀螺 鋼鐵奇兵 4D（波佐間光）
- Rio RainbowGate！（Rio／理歐·羅倫斯·立花）

2012年
- 境界線上的地平線II（涅特·彌托茨黛）
- 灼眼的夏娜III -FINAL-（「彩飄」費蕾絲）
- Smile 光之美少女！（綠川直／進天使）
- 紙箱戰機W（川村亞美）
- 超速變形螺旋傑特（轟驅流、轟菜菜子）
- 無賴勇者的鬼畜美學（七瀨遙）
- 旋風管家！CAN'T TAKE MY EYES OFF YOU（橘亘）
- 武裝神姬（伊雅姊姊／人魚型MMS伊雅涅拉）
- 魯邦三世：東方見聞錄 ～Another Page～（日语：ルパン三世 東方見聞録 〜アナザーページ〜）（麗莎·阿爾傑德[49]）

2013年
- 狗與剪刀必有用（夏野霧姬[50]）
- IS〈Infinite Stratos〉2（蘿拉·博德維希[51]）
- 伽利略少女（安娜·亨德里克斯[52]）
- KILL la KILL（大暮麻衣子）
- 進擊的巨人（阿爾敏·亞魯雷特[53]、旁白[54]）
- 約會大作戰（夜刀神十香[55][56]）
- 東京闇鴉（弓削麻里）
- 旋風管家！Cuties（橘亘）
- 結界女王 震顫（西馮·菲爾查德[57]）
- 我的朋友很少NEXT（三日月夜空[58]）
- 南家三姐妹 我回來了（南夏奈）
- 名偵探柯南（桃園琴音）
- 果然我的青春戀愛喜劇搞錯了。（三浦優美子[59]）
- 記錄的地平線（加奈美[60][61]）

2014年
- 閃爍的青春（明日美[62]）
- WIZARD BARRISTERS 弁魔士賽希爾（江來利昆茵[63]）
- M3 ～黑色鋼鐵～（須崎、鷺沼赤司〈幼少時期〉[64]）
- 姐姐來了（望月麻里奈[65]、妄想朋友B）
- 蠟筆小新（小豬）
- PSYCHO-PASS 2（酒酒井水絵[66]、東金朔夜〈幼少時期〉）
- 星刻龍騎士（蕾貝卡·蘭德爾[67]）
- 約會大作戰II（夜刀神十香）
- 七大罪（茱莉柯[68]）
- 農林（良田胡蝶[69]）
- 機甲巴打（亞涅紗·羅塞蒂[70]）
- 機甲巴打 -回到那片天空的未來-（亞涅紗·羅塞蒂[71]）
- Happiness Charge 光之美少女！（綠川直／進天使[72]）
- HUNTER×HUNTER (新版)（揍敵客家族管家 亞麻音[73]）
- 破刃之劍（娜維·史特萊茲[74]）
- 劍靈 Blade & Soul（曜[75]、神秘介紹人）
- 神奇寶貝XY（愛兒）
- 魔法科高中的劣等生（渡邊摩利）
- 記錄的地平線2（加奈美）

2015年
- 銃皇無盡的法夫納（奇力·史爾特爾·穆斯貝爾海姆[76]）
- 果然我的青春戀愛喜劇搞錯了。續（三浦優美子[77]）
- 魔法少女奈葉ViVid（艾力歐·蒙迪爾、琴柯·中島、溫蒂·中島）
- 境界之輪迴（真宮櫻[78]）
- 銀魂゜（池田朝右衛門）
- Punch Line（伊里達遊太[79]）
- Chaos Dragon 赤龍戰役（忌息[80]）
- Aquarion Logos（林真央）
- 金田一少年之事件簿R（南麗晶[81]）
- 進擊！巨人中學校（阿爾敏·亞魯雷特[82]）
- 終物語（老倉育[83]）

2016年
- 神奇寶貝XY&Z
- 我的英雄學院（八百萬百）
- 戰鬥陀螺Burst（蒼井霸斗[84]、卡蓮娜·般恩）
- 境界之輪迴 第2期（真宮櫻[85]）
- 龍族拼圖X（哈魯）
- 蠟筆小新（薊）
- 七大罪 聖戰的預兆（茱莉柯）
- 超心動！文藝復興（庵條瑠衣〈少年時期〉）
- 3月的獅子（幸田香子）

2017年
- 進擊的巨人 第2期（阿爾敏·亞魯雷特[86]）
- 我的英雄學院 第2期（八百萬百）
- 戰鬥陀螺Burst God（蒼井霸斗、Valkyrie[87]）
- 境界之輪迴 第3期（真宮櫻[88]）
- 多美卡超級救援DRIVE HEAD機動救急警察（舞子[89]）
- 狐妖小紅娘（清瞳[90]）
- 3月的獅子 第2期（幸田香子、幸田步）

2018年
- 搖曳露營△（各務原櫻[91]）
- 伊藤潤二驚選集（由紀[92]）
- 七大罪 戒律的復活（茱莉柯）
- DARLING in the FRANXX（七[93]）
- 戰鬥陀螺Burst 超絕（蒼井霸斗、赤刃納爾）
- 我的英雄學院 第3期（八百萬百）
- 驚爆危機！Invisible Victory（莎比娜·萊夫尼奧[94]）
- 進擊的巨人 第3期（阿爾敏·亞魯雷特[95]）
- 茜色少女（森須庫洛艾[96]）
- 傀儡馬戲團（2018～2019，葳璐瑪·索恩[97]）

2019年
- 續·終物語（老倉育[98]
- 未來卡片 神戰鬥夥伴（花園伊甸[99]）
- 多羅羅（須志）
- 約會大作戰III（夜刀神十香[100]）
- 異世界超能魔術師（女騎士）
- COP CRAFT（卡梅倫·埃斯特凡[101]）
- YU-NO 在這世界盡頭詠唱愛的少女（艾瑪塔[102][103]）
- 我的英雄學院 第4期（八百萬百）
- 名偵探柯南（筑波芽衣）
- 輕觸小發明 PIKACHIN-KIT（日语：ポチっと発明 ピカちんキット）（徽章俠〈幼少時期〉）
- 妖怪學園Y ～與N的遭遇～（日语：妖怪学園Y 〜Nとの遭遇〜）（2019～2020，玉田魔太郎[104]）

2020年
- 七大罪 眾神的逆鱗（茱莉柯）
- 寶可夢 旅途（索妮亞[105]）
- 戀與製作人 ～EVOL×LOVE～（少年時期的許墨）
- 咒術迴戰（禪院真依[106]）
- 進擊的巨人 The Final Season Part 1（阿爾敏·亞魯雷特、旁白）

2021年
- 搖曳露營△ SEASON2（各務原櫻）
- 奇蛋物語 Wonder Egg Priority（未子）
- 七大罪 憤怒的審判（茱莉柯）
- 記錄的地平線 圓桌崩壞（加奈美）
- 我的英雄學院 第5期（八百萬百）
- 新幹線戰士Z（明星明野[107]、阿斯特賴亞）
- 魔法科高中的優等生（渡邊摩利）
- 進化果實～不知不覺踏上勝利的人生～（阿爾托莉亞·哥雷姆[108]）
- 百萬噸級武藏（瑪格麗特·布雷克寧）

2022年
- 進擊的巨人 The Final Season Part 2（阿爾敏·亞魯雷特）
- ORIENT 東方少年（長舩美鶴）
- 櫻桃小丸子（佳代的母親）
- 嬰兒本部長（中川）
- Love All Play（水嶋朝子）
- 約會大作戰IV（夜刀神十香）
- 社畜想被幼女幽靈療癒。（香織[109]）
- RWBY 冰雪帝國（惠特利·雪倪）
- 盛開的阿斯諾特莉亞 吸！（ハミット）
- 數碼寶貝幽靈遊戲（艾瑪·海因茲）
- 我的英雄學院 第6期（八百萬百）
- 鏈鋸人（淀治〈幼少時期〉）
- 福星小子（面堂了子[110]）

2023年
- 真·進化果實～不知不覺踏上勝利的人生～（阿爾托莉亞·哥雷姆[111]）
- 給不滅的你 Season2（海洛〈少年〉）
- 進擊的巨人 The Final Season 完結篇（阿爾敏·亞魯雷特）
- Animation x Paralympic：誰是你的英雄？（湧別惠梨香[112]）
- 逃走中 THE GREAT MISSION（西洞院ルナ[113]）
- 鬼滅之刃 刀匠村篇（鳴女）
- 小鳥之翼（瑞爾梅達）
- 轉生貴族的異世界冒險錄～不知自重的眾神使徒～（亞隆）
- Lv1魔王與獨居廢勇者（梅涅赫爾多）
- 咒術迴戰 懷玉·玉折 / 澀谷事變（禪院真依）
- 我喜歡的女孩忘記戴眼鏡（小村楓〈幼少〉）
- AI電子基因（朵菲）
- 聖劍學院的魔劍使（雷歐尼斯·瑪格納斯[114]）
- 想當冒險者前往都市的女兒成為S級（赫爾薇緹卡·柏爾德[115]）
- MF GHOST 燃油車鬥魂（艾格尼絲·貝肯鮑爾）
- Paradox Live THE ANIMATION（黑色虎斑貓魔王德拉庫斯）
- 烈焰先鋒 救國的橘衣消防員（永田櫻[116]）
- 撿走被人悔婚的千金，教會她壞壞的幸福生活（克里斯）
- 屍體如山的死亡遊戲（拉加貝妮亞）

2024年
- 福星小子 第2期（面堂了子）
- 最弱魔物使開始了撿垃圾之旅。（米菈[117]）
- 七大罪 啟示錄四騎士（兜帽女／茱莉柯）
- 通靈王FLOWERS（黑暗處女）
- 極速星舞（神樂千登世[118]）
- 約會大作戰V（夜刀神十香[119]）
- 搖曳露營△ SEASON3（各務原櫻[120]）
- 我的英雄學院 第7期（八百萬百）
- 七大罪 啟示錄四騎士 第2期（茱莉柯）
- 蜻蛉高球（栗須エマ[121]）
- BLEACH 千年血戰篇（雨果[122]）

2025年
- #空帕斯2.0：陣地攻防戰（深川纏[123]）
- 陰陽迴天 Re:Birth Verse（葛[124]）
- 戀上換裝娃娃 Season 2（神影露娜）
- 被驅逐出勇者隊伍的白魔導師，被S級冒險者撿到（梅林[125]）

### 電影動畫
2006年
- 惡童（寶町的人）

2008年
- 劇場版 天元突破 紅蓮螺巖 紅蓮篇（庸子·利坦拿）

2009年
- 劇場版 天元突破 紅蓮螺巖 螺巖篇（庸子·利坦拿）

2010年
- 劇場版 戰鬥陀螺 鋼鐵奇兵VS太陽 ～灼熱的侵略者～（波佐間光）
- 劇場版 破刃之劍（娜維·史特萊茲）
- Loups=Garous 應避開的狼（都築美緒）

2011年
- 劇場版 旋風管家 HEAVEN IS A PLACE ON EARTH（橘）
- 劇場版 魔法老師！ ANIME FINAL（犬上小太郎）

2012年
- 劇場版 Smile 光之美少女！兒童圖畫書裡的世界都不協調！（綠川直／進天使[126]）
- 劇場版 光之美少女 All Stars New Stage：未來的朋友（綠川直／進天使）
- 劇場版 閃電十一人GO VS 紙箱戰機W（川村亞美）
- 圖書館戰爭 革命之翼（笠原郁[127]）
- 創世紀傳說 世界的彼方（戶倉知永子）

2013年
- 劇場版 光之美少女 All Stars New Stage2：心之朋友（綠川直／進天使）
- AURA ～魔龍院光牙最後的戰鬥～（大島弓菜[128]）

2014年
- 劇場版 光之美少女 All Stars New Stage3：永遠的朋友（綠川直／進天使）
- 劇場版 進擊的巨人 前篇 ～紅蓮的弓矢～（阿爾敏·亞魯雷特[129]）

2015年
- 劇場版 進擊的巨人 後篇 ～自由之翼～（阿爾敏·亞魯雷特）
- 劇場版 約會大作戰：萬由里審判（夜刀神十香[130]）
- 哆啦A夢：大雄的宇宙英雄記（亞隆[131]）

2016年
- ZEGAPAIN ADP（港）

2017年
- 劇場版 魔法科高中的劣等生：呼喚星星的少女（渡邊摩利[132]）

2018年
- 我的英雄學院：兩個人的英雄（八百萬百[133]）
- 劇場版 HUG！光之美少女♡光之美少女 All Stars Memories（綠川直／進天使[134]）
- 續·終物語（老倉育[135]）※於相關活動中上映。

2019年
- 妖怪學園Y：貓也能成為HERO嗎（玉田間太郎）
- 我的英雄學院：英雄新世紀（八百萬百）

2020年
- 巨蟲列島（榎稻穗[136]）

2021年
- 劇場版 咒術迴戰 0（禪院真依）

2022年
- 泡泡[137]
- 電影版 搖曳露營△（各務原櫻）

2023年
- 哆啦A夢電影：大雄與天空的理想鄉（瑪琳芭[138]）
- 劇場版美少女戰士Cosmos（水手星光鬥士／星野光[139]）

2024年
- 永遠的大和號 REBEL3199 第二章 赤日之出擊（サーダ[140]）

2025年
- 永遠的大和號 REBEL3199 第三章 群青的小行星（サーダ[141]）
- 永遠的大和號 REBEL3199 第四章 水色的少女（サーダ[142]）

### OVA
2004年
- 柯塞特的肖像（柯塞特）

2007年
- 東京糖衣巧克力（美季）

2008年
- KITE LIBERATOR（野口百南花）
- 獄·絕望先生（木津千里）
- 魔法老師！ ～白之翼 ALA ALBA～（犬上小太郎）

2009年
- 夕陽染紅的坡道 核心（霧生司）
- 懺·絕望先生 番外地（木津千里）
- 旋風管家!! 熱天好夏 泳裝篇（橘）
- 魔法老師！ ～另一個世界～（犬上小太郎）
- 南家三姊妹 甜品別腹（南夏奈）

2010年
- 楚楚可憐超能少女組 ～愛多憎生！被奪走的未來？～（暗黑幽靈之女／雲居悠理）

2011年
- IS〈Infinite Stratos〉 愛情戰火六重奏（蘿拉·博德維希）
- 學園默示錄 屍海漂浮（宮本麗）
- 戰場女武神3 為誰而負的槍傷（艾莉西亞·梅露琪奧特[143]）

2012年
- +tic模型姊姊（卷卷）
- 眾神中的貓神（幽靈少女）
- 我的朋友很少 Addon Disc（三日月夜空）
- 南家三姊妹 久候多時（南夏奈）

2013年
- 進擊的巨人 伊爾賽的手冊（旁白）
- 約會大作戰OVA（#13）（夜刀神十香）
- 南家三姊妹 暑假（南夏奈）

2014年
- IS〈Infinite Stratos〉2 分離解體的各個世界（蘿拉·博德維希）
- 進擊的巨人 無悔的選擇 前篇（旁白）
- 進擊的巨人 困難（阿爾敏·亞魯雷特）
- 進擊的巨人 突如其來的訪客 ～飽受折磨的青春期詛咒～（阿爾敏·亞魯雷特）
- 約會大作戰II OVA（#11）（夜刀神十香）

2015年
- 七大罪（茱莉柯〈幼少時期〉）

### 網路動畫
2008年
- 亡念之扎姆德（小箱[144]）

2011年
- 武裝神姬 Moon Angel（翼、雅典娜）
- +tic模型姊姊（卷卷）

2017年
- 寶可夢世代（帕琦拉）
- 40週年喔!! 快樂快樂全明星小學（蒼井霸斗）

2021年
- 超级七龙珠群雄（艾欧丝）

2023年
- 黃金庭院：冬日裡的新年願望（愛莉希雅）

2024年
- 物語系列 第外季&第怪季（老倉育[145]）
- 株式會社5年1班（上值孔雀[146]）
- 乘著坐騎山羊（琉卡[147]）

2025年
- BULLET/BULLET（ギア[148]）

### 外語配音

#### 電影／電視影集／動畫
| 作品年份 | 作品名稱                 | 配演角色           | 演員                    | 媒介         |
| -------- | ------------------------ | ------------------ | ----------------------- | ------------ |
| 2005     | 斑馬快跑                 | 小時候的的普萊德   | 凱爾·阿爾卡扎爾〈配音〉 | 日本電視台版 |
| 2013     | 給我庇護                 | 艾尼斯·“蘋果”·貝里 | 凡妮莎·哈金斯           | DVD版本      |
| 2014     | Triangle                 | 吳靜熙             | 白珍熙                  | BD&DVD版本   |
| 2015     | 湯姆貓與傑利鼠：間諜使命 | －                 | －                      | DVD版本      |
| 2016     | 泰山傳奇                 | 珍·波特            | 瑪格·羅比               | 劇院公映版本 |
| 2018     | 移動城市：致命引擎       | 沙迪亞             | 馬尼克·古納拉塔尼       | 劇院公映版本 |
| 2019     | 仲夏魘                   | 丹妮               | 佛蘿倫絲·普伊           | BD&DVD版本   |
| 2020     | 音速小子                 | 麥蒂·華可斯基      | 蒂卡·桑普特             | 劇院公映版本 |

### 旁白

#### 電視節目
東京電視台
- 美麗的巨人們（日语：美の巨人たち）（女國中生的配音）
- 週日大綜藝（日语：日曜ビッグバラエティ (テレビ東京)） 『絶景！名水里！水家族出動』（2010年5月30日）
- 所喬治的這是什麼!?（2014年1月31日）
- 不可能的∞世界（日语：ありえへん∞世界）（東京電視台，2016年12月27日）

NHK系列
- NHK-BS2
  - 2010（2010年12月24日）
- NHK教育
  - NHK高校講座（日语：NHK高校講座） 「世界史」第8回『唐朝的國際性 ～訪問長安的日本留學生～』（NHK教育，2012年6月7日）
  - 天才兒童you（飾演，2018年1月15日－1月17日）
- NHK BS Premium
  - 植物男子陽臺星人（日语：植物男子ベランダー）（「愛的劇場」浮舟的聲音）
  - Gussan的日本國道貨車之旅系列
    - Gussan的日本國道貨車之旅！“1號線”東京～大阪之卷（2016年5月7日）
    - Gussan的日本國道貨車之旅！“2號線”大阪～北九州之卷（2016年11月5日）
    - Gussan的日本國道貨車之旅！“3號線”北九州～鹿兒島之卷（2017年9月30日）
    - Gussan的日本國道貨車之旅！“5號線”函館～札幌之卷（2017年10月14日）
    - Gussan的日本國道貨車之旅！“4號線”日本橋～青森之卷（2017年12月9日）
- NHK綜合
  - 火槍手 巴黎四劍客（2016年6月15日）
  - SONGS PREMIUM（2017年6月9日）
- NHK-BS1
  - BS1特輯（日语：BS1スペシャル）「羽生善治“AI世代" ～王者挑若手棋士～」（2018年10月20日）

進擊的巨人相關
- 進擊的巨人 旁白與下集預告（TOKYO MX 等台，2013年4月－9月）
- 「進擊的馬人」（關西電視台，2013年11月23日、12月21日）
- 第64回NHK紅白歌合戰 - Linked Horizon「紅蓮的弓矢 [紅白特輯ver.]」的開頭旁白（NHK綜合，2013年12月31日）
- 進擊的巨人 IN THE DOME -士兵們的星空-

TBS
- 日立 發現世界不可思議的地方！（日语：日立 世界・ふしぎ発見!）（日語配音／著民俗服裝的年輕女性、女性館長、挖掘場少年、少女2人 等，2013年11月9日）
- 私生道（BS-TBS，2015年3月21日）

富士電視台
- ZOO（2014年3月23日）
- 行!! 日本地（2014年5月18日）

其他電視台
- （東海電視台，2010年10月－2011年9月）
- 好想看漫畫!! 奇蹟影像博覧會（朝日電視台，2011年2月19日－不定期播出／特別節目）
- 新潟的尊嚴系列祖先
  - 新潟的尊嚴 創造"故鄉"的祖先們（新潟放送，2014年7月9日）
  - 新潟的尊嚴 創造"日本"的祖先們（新潟綜合電視台，2014年7月11日）
- 999位美女（日语：999人美女）（TOKYO MX，2014年8月4日－2014年10月27日、2014年11月17日－2015年3月30日[153]）
- 大阪國際女子馬拉松（關西電視台，2016年1月31日）

網路電視
- AB ～選～ 全30話（BeeTV，2012年2月1日－2013年4月6日）
- 岡田& 違 de SHOW！（AbemaTV，2016年12月18日）

#### 廣告
- 圖書館戰爭
  - 角川文庫「圖書館戰爭」系列
  - 圖書館戰爭 革命之翼
  - 圖書館戰爭Blu-ray劇場版公開紀念套組
- 月刊Newtype2013年7月號
- 東
- 進擊的巨人
  - 進擊的巨人×真實逃脫遊戲
  - 進擊的巨人智慧型手機「進擊的巨人 朝向自由的咆哮」
  - 進擊的巨人×JRA合作企劃第1、2彈
  - 進擊的巨人 番外篇 ～無悔的選擇～ 預告篇
  - 進擊的巨人 前篇 ～紅蓮的弓矢～
  - 進擊的巨人展 上野之森美術館 第1－4彈
  - 南夢宮×劇場版 進擊的巨人 前篇 ～紅蓮的弓矢～ 活動 第1、2彈
  - 進擊的巨人 THE REAL 日本環球影城
  - 進擊的巨人×Sante FX 合作廣告「擊退眼睛疲勞吧！」
  - Weiß Schwarz×進擊的巨人
  - 龍族拼圖 進擊的巨人合作篇
  - 月刊少年ACE2014年7月號

#### 其它
- MAPLUS Portable Navi 3（標準音、訊息聲音、角色聲音）
- 專輯『Moira（日语：Moira）』歌曲「死與嘆息與風之都」（Orion）
- 日本航空國內航線2012年2月戶外投影／錄影帶「東京迪士尼度假區」（母親、放春假的小朋友、參加畢業旅行的女孩子2人）※一人獨自配音。
- 進擊的巨人相關
  - 光雕投影 進擊的巨人
  - 進擊的巨人展 上野之森美術館（音頻指南）
  - 進擊的巨人真實逃脫遊戲 從被巨人包圍的遊樂園逃出

### 遊戲
2005年
- 空色之風琴 -Remix-（日语：空色の風琴）（芙蘿莉亞）

2006年
- BLOOD+ ONE NIGHT KISS（日语：BLOOD+ ONE NIGHT KISS）（池川忍）
- 藍龍（修）

2007年
- 天使計畫（泰瑞沙）
- 校園烏托邦 學美向前衝！ 閃亮☆快樂祭典！（上原睦月）
- GE王者之劍（日语：グラナド・エスパダ）（卡爾里）
- 月面兔兵器米娜 月面兔兵器米娜 ～兩個PROJECT M～（佃美奈／月城米娜）
- 天元突破 紅蓮螺巖（庸子·利坦拿）
- 旋風管家 我演羅密歐、羅密歐演我！（日语：ハヤテのごとく! ボクがロミオでロミオがボクで）（橘）
- 烘焙王 遊戲1號 顛峰決戰！（冠茂）

2008年
- 夕陽染紅的坡道 平行（霧生司）
- 樂園密碼（日语：アヴァロンコード）（奈奈德·希爾）
- 聖靈之心2（佩特拉·約罕娜·拉肯威斯特（日语：ペトラ・ヨハンナ・ラーゲルクヴィスト））
- GE王者之劍 Plus（卡爾里）
- StealPrincess ～盗賊皇女～（亞妮絲）
- 戰場女武神（艾利西亞·梅露姬奧特）
- 勁爆熱舞 SuperNOVA 2（『Trust』歌唱）
- 心靈傳奇（琥珀·哈茲）
- 旋風管家 大小姐培育作戰！（日语：ハヤテのごとく! お嬢様プロデュース大作戦 ボク色にそまれっ!）（橘）
- 武裝神姬 BATTLE RONDO（人魚型MMS伊雅涅拉）
- BLAZER DRIVE徽章戰役（美空）
- 呼吸：暗紅色的氣息（柊美音）

2009年
- 夕陽染紅的坡道 Portable（霧生司）
- 聖靈之心3（佩特拉·約罕娜·拉肯威斯特）
- Another Time Another Leaf 鏡中的偵探（日语：Another Time Another Leaf 鏡の中の探偵）（櫻音楓／朱葉）
- 鶺鴒女神 ～未來的贈禮～（月海）
- 美德傳奇（龜人、黑暗龜人、琥珀·哈茲）
- 時空幻境 決鬥傳奇（日语：テイルズ オブ バーサス）（琥珀·哈茲）
- Battle Spirits 輝石霸者（霧笛聖夜）
- 旋風管家!! 夢魘樂園（日语：ハヤテのごとく!! ナイトメアパラダイス）（橘）
- FINAL FANTASY CRYSTAL CHRONICLES Echoes of Time（榭露蘿塔）
- 女神異聞錄3 Portable（女主角）
- 魔女之路（日语：魔女になる。）（達妮婭）
- 戰鬥陀螺 鋼鐵奇兵 血戰競技場（波佐間光）
- 戰鬥陀螺 鋼鐵奇兵 爆誕！電流天馬（波佐間光）

2010年
- 亞迦雷斯特戰記2（日语：アガレスト戦記2）（伊娃／娃爾娜）
- 海貓悲鳴時 ～魔女與推理的輪舞曲～（右代宮朱志香）
- 無法掙脫的背叛 -黃昏墮落的祈禱-（叢雨十瑚）
- 四狂神戰記 (2010年遊戲)（塞蓮娜）
- 女神Online（女主角）
- ！（本鄉朝木）
- 家庭教師HITMAN REBORN！ 羈絆之戰（蓮姬）
- GE王者之劍R（卡爾里）
- 召喚夜想曲新傳 毀滅之劍與應許騎士（日语：サモンナイトグランテーゼ 滅びの剣と約束の騎士）（米蕾特）
- 戰場女武神2 加利亞王立士官學校（艾利西亞·君塔／艾利西亞·梅露姬奧特）
- 空·之·音 少女的五重奏（九音綺莉重）
- DEAD OR ALIVE Paradise（Rio）
- 閃電皮羅特 ～天空羈絆～（日语：電撃のピロト〜天空の絆〜）
- 英雄不再 英雄們的樂園（希薇亞·克莉絲汀）
- 粉紅鐘聲Continue（希爾維婭·科爾）
- 花與乙女的祝福 ～春風的禮物～（獅堂沙織）
- 暮蟬悲鳴時絆 第四卷·絆（日语：ひぐらしのなく頃に絆）（園崎麻央）
- 揮一揮！捉猴啦（土筆）
- 戰鬥陀螺 鋼鐵奇兵 頂上決戰！大爆炸陀螺戰士大戰（波佐間光）
- 戰鬥陀螺 鋼鐵奇兵 爆神須佐之男來襲！（波佐間光）
- 戰鬥陀螺 鋼鐵奇兵 攜帶版 超絕轉生！Vulcan Horses（波佐間光）
- 第一戰士（蓮）

2011年
- INSTANT BRAIN（日语：インスタントブレイン）（謹飾美久莉）
- 海貓悲鳴時 ～真實與幻想的夜想曲～（右代宮朱志香）
- 海貓悲鳴時 Portable（右代宮朱志香）
- 黃金夢想曲X（右代宮朱志香）
- 混沌之戒（繆夏）
- 戰場女武神（艾利西亞·梅露姬奧特）
- 第2次超級機器人大戰Z 破界篇／再世篇（庸子·利坦拿）
- 紙箱戰機（川村亞美）
- 紙箱戰機BOOST（川村亞美）
- 付喪物語（藤間忍）
- DIVINA（土浦彩葉）
- 時空幻境 世界傳奇 閃耀神話 3（日语：テイルズ オブ ザ ワールド レディアント マイソロジー3）（琥珀·哈茲）
- 彩虹島
- 心跳★製作公司
- 卡巴拉島Online（米娜莉絲）
- 最終幻想 零式（刹那、瓦吉拉）
- 武裝神姬 BATTLE MASTERS Mk.2（日语：武装神姫 BATTLE MASTERS）（人魚型MMS伊雅涅拉）

2012年
- 愛夏的鍊金工房～黃昏大地之鍊金術士～（愛夏·阿圖爾[154]）
- 王者世界（利巴·胡斯特[155]）
- 戰地之王（精靈[156]）
- 辟邪除妖Online（日语：Wizardry Online）
- 如果和女孩同處密室…（日语：女の子と密室にいたら○○しちゃうかもしれない。）（伊藤翼）
- 幻想水滸傳 交織的百年之時（日语：幻想水滸伝 紡がれし百年の時）（繆拉）
- 公主法典（索蘭珠·布蘭修佛魯爾·德·琉克斯）
- 光明之刃（阿露蒂娜）
- 快打旋風 X 鐵拳（克莉斯蒂）
- Smile 光之美少女！ Let's go！童話世界（綠川直／進天使）
- 觸碰戀曲！ ～Love Application～（日语：たっち、しよっ! 〜Love Application〜）（瀧川葵）
- 純真傳奇R（琥珀·哈茲）
- 時空幻境 英雄傳奇（日语：テイルズ オブ ザ ヒーローズ ツインブレイヴ）（琥珀·哈茲）
- 我的朋友很少 攜帶版（三日月夜空）
- 桃色大戰（麗、紫苑）
- （三日月夜空、南夏奈、夏野霧姬）

2013年
- 艾爾之光（愛利西斯）
- Chaos Heroes Online（艾莉西亞·梅露琪奧特[157]）
- 境界線上的地平線 PORTABLE（涅特·彌托茨黛拉[158][159]）
- 真·女神轉生IV（光[160]）
- 超級機器人大戰Operation Extend（庸子·利坦拿）
- 柏青機狂V 學園默示錄 HIGH SCHOOL OF THE DEAD（宮本麗[161]）
- 戰國大戰 -1590 葵 關八州起義-（日语：戦国大戦）（水心（日语：元親夫人）、如春尼〈1590〉、龜姬、五郎八姬、SS小松姬、EX立花誾千代）
- 蒼穹的Sky Galleon（雅典娜／彌涅耳瓦[162]）
- 鎖鏈戰記（阿露蒂娜、愛夏·阿圖爾）
- 超速變形螺旋傑特 阿爾巴洛斯之翼（日语：超速変形ジャイロゼッター アルバロスの翼）（轟翔[163]、久堂直[164]）
- 約會大作戰 凜禰烏托邦（夜刀神十香[165]）
- 心靈傳奇R（琥珀·哈茲[166]）
- 魔法與科學的群奏活劇（日语：とある魔術の禁書目録 (ゲーム)）（[167]）
- PSP 數碼寶貝大冒險（明石小進）
- 超時空要塞30 連繫銀河的歌聲（日语：マクロス30 銀河を繋ぐ歌声）（愛紗·布蘭契特[168]）
- 果然就算是遊戲我的青春戀愛喜劇還是搞錯了。（三浦優美子[169]）

2014年
- 阿瑪圖斯騎士（角折里奧）
- 聖靈之心3 Love Max!!!!!（佩特拉·約罕娜·拉肯威斯特[170])
- 聖潔天使 ～第2風紀委員 少女戰鬥～（愛西亞、真田玲香）
- IS〈Infinite Stratos〉Versus Colors（蘿拉·博德維希[171]）
- IS〈Infinite Stratos〉2 Ignition Hearts（蘿拉·博德維希[172]）
- M3 ～黑色鋼鐵～///MISSION MEMENTO MORI（須崎[173]）
- *ω*Quintet（日语：オメガクインテット）（桃香[174]）
- 碧藍幻想（克莉絲蒂娜[175]、阿爾敏·亞魯雷特[176]、亞茲拉爾&伊斯拉斐爾（英语：Israfil））
- 私立格里莫瓦魔法學園（日语：グリモア〜私立グリモワール魔法学園〜）（瑪麗·威廉絲[177]）
- 巴哈姆特之怒（阿瑪莉亞[178]、克莉絲蒂娜）
- 超級英雄世代（阿魯佛洛迪·瑟歐[179]）
- SKYLOCK 諸神與五位命運之子（阿斯庫、露娜[180]）
- 魔法飛球（安莉）
- 戰國闘檄（江）
- 戰場的婚禮（炎帝愛絲梅拉達）
- 超級女英雄戰記（日语：超ヒロイン戦記）（蘿拉·博德維希[181]）
- 第3次超級機器人大戰Z 時獄篇／天獄篇（庸子·利坦拿）
- 天翼之鍊（[182]）
- 時空幻境 群星傳奇（日语：テイルズ オブ アスタリア）（琥珀·哈茲）
- 時空幻境 世界傳奇 夢想尤尼提亞（日语：テイルズ オブ ザ ワールド タクティクス ユニオン）（琥珀·哈茲[183]）
- Tales of Link（琥珀·哈茲）
- 約會大作戰 或守Install（夜刀神十香[184]）
- 電擊文庫 FIGHTING CLIMAX（艾利西亞·梅露姬奧特[185]）
- 夢幻之星Online2（阿露蒂娜[186])
- 殺戮魅影（正宗、格拉姆[187]）
- 自由戰爭（[188]）
- BLADE ARCUS from Shining（日语：ブレードアークス フロム シャイニング）（阿露蒂娜[189][190]）
- 劍靈 Blade & Soul（曜）
- 魔法科高中的劣等生 Out of Order（渡邊摩利[191]）
- 魔法科高中的劣等生 LOST ZERO（渡邊摩利[192]）
- 魔物獵人 梅傑波爾多開拓記（露比[193]）

2015年
- IS〈Infinite Stratos〉2 LOVE AND PURGE（蘿拉·博德維希[194]）
- 我家公主最可愛（黑雨姬 蘿拉·博德維希）
- 超級機器人大戰BX（愛紗·布蘭契特）
- 七龍傳說III code：VFD（日语：セブンスドラゴンIII code:VFD）（布莉吉爾特[195]、角色髮型[196]）
- 戰國大戰 -1615 大坂燃世夢如-（隆精院、武姫）
- 熱情傳奇（龜人[197]、黑暗龜人）
- 約會大作戰 Twin Edition 轉世凜緒（夜刀神十香[198]）
- 心靈創傷大師（法城茜[199]）
- 哆啦A夢：大雄的宇宙英雄記（亞隆）
- 勇者鬥惡龍 英雄集結 闇龍與世界樹之城（碧安卡[200]）
- 龍族教義Online（日语：ドラゴンズドグマ オンライン）（伊莉絲[201]）
- 七大罪 口袋中的騎士團（茱莉柯）
- 暮蟬悲鳴時粹（園崎魔央）
- BLADE ARCUS from Shining EX（阿露蒂娜[202]）
- 電擊文庫 FIGHTING CLIMAX IGNITION（艾利西亞·梅露姬奧特）
- 口袋鐵拳（妮雅）
- 波波羅古洛伊斯牧場物語（日语：ポポロクロイス牧場物語）（瑪爾梅拉[203]）
- 叛逆之刃（拉德[204]）
- Wonderland Wars（日语：Wonderland Wars）（仙杜瑞拉、[205]、水精靈溫蒂妮、玄奘三藏、留玉臣）

2016年
- 神域召喚（日语：ヴァルキリーコネクト）（貝爾塔[206]）
- 御城收藏:RE（日语：御城プロジェクト）（諾伊休凡舒坦因城、吉野里、躑躅崎館、濱松城[207]、曳馬城）
- OZ Chrono Chronicle（日语：OZ Chrono Chronicle）（[208]）
- 陰陽師（童男、餓鬼、鳳凰火）
- 逆轉裁判6（寶月茜）
- #COMPAS ～戰鬥神意解析系統～（深川纏[209]）
- 真空管人偶（魔術藍[210]）
- 進擊的巨人（阿爾敏·亞魯雷特[211]）
- Sevens Story（艾爾芙）
- 戰國少女 ～LEGEND BATTLE～（日语：CR戦国乙女#ゲーム）（長宗我部motochika[212]）
- 蒼空解放（維羅妮卡[213]）
- 天空與大地的克羅斯諾亞（日语：空と大地のクロスノア）（阿斯托利亞[214]）
- 鎖鏈戰記 ～絆之新大陸～（艾利西亞·梅露姬奧特[215]、TERADRIVE（日语：テラドライブ）[216]、[217]、[218]）
- 緋夜傳奇（白龜人）
- 心靈創傷大師∞（法城茜[219]）
- Punch Line（伊里達遊太[220]）
- 龍息之焰6：白龍的守護者（日语：ブレス オブ ファイア）（女主角[221]）
- 戰鬥陀螺Brust（蒼井霸斗）
- 我的英雄學院 Battle For All（八百萬百[222]）
- 口袋鐵拳 Wii U版（妮雅）
- 魔法圖書館Qurare（繆[223]）
- 果然就算是遊戲我的青春戀愛喜劇還是搞錯了。續（三浦優美子）
- Final Fantasy 世界（日语：ワールド オブ ファイナルファンタジー）（榭露蘿塔[224]）

2017年
- IS〈Infinite Stratos〉 原型破壞者（蘿拉·博德維希[225]）
- 最終騎士 -X fragments-（芙蕾雅[226]）
- 足球小將翼 ～奮戰夢幻隊～（早川淳美[227]）
- Chronos Age（Conductor[228]）
- YU-NO 在這世界盡頭詠唱愛的少女（亞曼達[229]）
- 超級機器人大戰V（莎比娜·萊夫尼奧）
- 閃亂神樂 PEACH BEACH SPLASH（總司[230]）
- 光之美少女 連線消除（日语：プリキュア つながるぱずるん）（綠川直／進天使）
- BRAVELY DEFAULT FAIRY'S EFFECT（尤莉雅妮絲[231]）
- 戰鬥陀螺Burst God（蒼井霸斗）
- 白色情人節：恐怖學校（藤之井沙耶香[232]）
- 無雙☆群星大會串（莉緒[233]）
- 光輝戰史 完美年代記（薇奧拉[233]）
- 白貓Project（愛夏·阿傑特[234]）
- 闇影詩章（バイヴカハ、福音、白黑翼·、簒奪的絕傑·奧克托立斯、簒奪的蛇劍）

2018年
- 七大罪 布里塔尼亞的旅人（茱莉柯[235]）
- 忍者大師 閃亂神樂 NEW LINK（日语：シノビマスター 閃乱カグラ NEW LINK）（總司）
- 勇者鬥惡龍 強敵對決（碧安卡[236]）
- LayereD Stories 0（阿瑪迪斯）
- 進擊的巨人2（阿爾敏·亞魯雷特[237]）
- 戰場女武神4（艾利西亞·梅露姬奧特[238]）[注 10]
- 超級機器人大戰X（亞涅紗·羅塞蒂、庸子·利坦拿／由美子）
- 銀魂亂舞（池田朝右衛門）[注 10]
- 驚爆危機！ 戰鬥的Who Dares Wins（莎比娜·萊夫尼奧）
- 我的英雄學院 唯我正義（八百萬百[239]）
- 時空幻境 鏡光傳奇 Mirrage Prison（日语：テイルズ オブ ザ レイズ）（琥珀·哈茲）
- 交響性百萬亞瑟王（帕西瓦爾[240]）
- 茜色少女（森須克洛艾[241]）
- 戰鬥陀螺Burst Battle Zero（蒼井霸斗[242]）
- 鍊金工房Online ～布雷賽爾的鍊金術士～（愛夏·阿圖爾[243]）
- 女神異聞錄Q2 新電影迷宮（主人翁[244]）
- Alteil NEO（尤妮[245]）
- 奇幻重力 ～皮諾與重力使者～（艾貝爾[246]）

2019年
- 奈爾克與傳說之鍊金術士們 ～新大地之鍊金工房～（愛夏·阿圖爾[247]）
- 在地下城尋求邂逅是否搞錯了什麼 ～記憶憧憬～（夜刀神十香）
- 聖火降魔錄 英雄雲集（瑪莉塔、菲奧拉）
- 機甲戰魔（里吉特[248]）
- Action對魔忍（蘇靜蕾[249]）
- Crash Fever（夜刀神十香[250]）

2020年
- 蒼之紀元（威廉[251]）
- 我的英雄學院 唯我正義2（八百萬百[252]）
- 凱薩琳Full Body for Nintendo Switch（凱薩琳〈Intelligence Beauty〉[253]）
- 裝甲娘（潘朵拉[254]）
- 約會大作戰 蓮反烏托邦（夜刀神十香[255]）
- 戰雙帕彌什（薇拉[256]）

2021年
- 明日方舟（帕拉斯）
- 超级七龙珠群雄（艾欧丝）
- Fate/Grand Order（妖精骑士高文〈犬魔〉）
- 崩壞3rd（愛莉希雅）

2022年
- 胜利女神：NIKKE（海倫）[257]
- 熱血硬派國夫君外傳 熱血少女2（瑪麗安[258]）

2025年
- 百日战纪 -最终防卫学院-（雫原比留子）

### 廣播劇CD
2005年
- 私立彩陵高校超能力社（日语：私立彩陵高校超能力部）
- （鶇）

2006年
- 無法掙脫的背叛（叢雨十瑚）
- ZEGAPAIN ～audio drama the last weekend～（港）
- 抓鬼天狗幫 原作版 ～怪奇…詛咒的幽靈屋之卷～（羅紗莉）

2007年
- 魔女獵人（莉莉奧）
- 月面兔兵器米娜（佃美奈／月城米娜）
- 抓鬼天狗幫 攜帶版 ～麻煩已經是家常便飯☆～（羅紗莉）
- Honey Hunt（日语：Honey Hunt）（小野塚由羅）
- 魔法少女奈葉StrikerS Sound Stage（艾力歐·蒙迪爾）

2008年
- 雨夜之月 ～犬神與姬神～（日语：あまつき）（鶴梅）
- 屋簷下的萌美眉（工藤皋月）
- 可憐坂高校 可憐廣播社（潮崎奈千留）
- Kuranoa（日语：クラノア） -Hello Again-（月嶋美乃理）
- 絕望先生 ～絕望劇場～（木津千里）
- 忍者酷情人（日语：シノビライフ） 1－2（藤原紅）
- 灼眼的夏娜II（費蕾絲）
- 惡黨美眉（日语：しるバ.）（乙部春香）
- 鶺鴒女神 Sound Stage 01－02（月海）
- 旋風管家 廣播劇CD（橘）
  - 2 旋風管家 白皇學院的巴士之旅與瑪莉亞的獨白
  - 3 初戀
- StrikerS StrikerS Sound StageX（艾力歐·蒙迪爾）
- （犬上小太郎、夏克蒂）
- 瑪莉亞狂熱（汐王寺茉莉花）
- 南家三姊妹系列（南夏奈）
  - 南家三姊妹
  - 南家三姊妹～再來一碗～
- 蟲之歌（御嶽安妮莉婕／霞王）

2009年
- 夕陽染紅的坡道（霧生司）
- 天魔黑兔 ～放學後的900秒～（賽托希梅亞）
- 海貓悲鳴時 ～Navigation CD～（右代宮朱志香）
- ELEMENT GIRLS 元素週期 ～聽了就萌的基本化學～（日语：萌えて覚えるシリーズ）（炭素）
- 狐言！（風祭桐緒）
- Kuranoa系列（月美乃理）
  - yesterday once more
  - 醒未 -the second volume- 僕
- SH@PPLE（淡谷雪國、淡谷舞姬）
- SKET DANCE（吉備津百香）
- 戰場女武神（艾利西亞·梅露姬奧特）
- 時間暫時停止（日语：タビと道づれ）
- 心靈傳奇（琥珀·哈茲）
  - 廣播劇CD I「心靈晶核四散」
  - 廣播劇CD II「前往荊棘的森林」
  - 廣播劇CD III「緋色頭髪的魔王」
  - 廣播劇CD IV「連結的世界 」
- transistor teaset ～電氣街路圖～（半田鈴）
- 暮蟬悲鳴時解 featuring 海貓悲鳴時 ～同人選集廣播劇CD～（右代宮朱志香）
- 瑪莉亞狂熱（汐王寺茉莉花）
  - 瑪莉亞狂熱
  - 電視動畫「瑪莉亞狂熱」廣播劇CD
- 巨乳戰隊X（鯨岡美香）
  - 巨乳戰隊X 01－02
  - Champion RED 2009年6月號附贈廣播劇CD特別篇
- 南家三姊妹 歡迎回家（南夏奈）
- Your（赤石）
- （山下麻里）
- Rio Sound Hustle! -Mint盛-／-Rina盛-（Rio／理歐·羅倫斯·立花）

2010年
- 動漫狂愛 ～ANIme mitaina KOI shitai！～（日语：アニコイ）（安土）
- 天魔黑兔2 ～<<月>>升起的午休時間～（賽托希梅亞）
- 無法掙脫的背叛系列（叢雨十瑚）
  - 無法掙脫的背叛3
  - 電視動畫 無法掙脫的背叛 原聲廣播劇CD 1－2、4
- （不洞寧寧）
- Kuranoa系列（月美乃理）
  - another girl
  - 醒未 -the second volume- 僕
  - close to you
- 肯普法（瀨能名津流）
- 三人娘50物語（あさがお）
- 裝甲悪鬼村正 ～妖甲秘聞～（狹霧）
- 心靈傳奇 廣播劇CD V「睡美人之詩」（琥珀·哈茲）
- 心靈傳奇（琥珀·哈茲）
- 費歐娜旅行記（日语：フィオナ旅行記）系列（費歐娜·羅嚴克拉姆）
  - 命
  - 愛
- 魔女鍊金術師（羽生源太郎／翔子）
- 雨戰士 在雨之日出生的戰士（尤莉）

2011年
- Kuranoa ～cry no more,smile for me（月嶋美乃理）
- 我的朋友很少 番外篇「禁遊」（三日月夜空）
- 南家三姊妹（南夏奈）
- 前進吧！登山少女（雪村葵）
- 軍火女王（蔻蔻·海克梅迪亞）

2012年
- IRIS ZERO瞳的異色世界（結城朝日）
- 狗與剪刀必有用（夏野霧姬）
- IS〈Infinite Stratos〉（蘿拉·博德維希）[注 11]
- 初戀預報（日语：初恋予報） 廣播劇CD（香月日和）
- 星刻龍騎士（蕾貝卡·蘭德爾[259]）
- 農林（良田胡蝶）
- 入？（大場奈奈[260]）
- 魔法使之箱 星光橘子醬（日语：まほうつかいの箱）（更科洗禮名[261]）
- （浦部蒔奈[262]）

2013年
- IS〈Infinite Stratos〉 原聲廣播劇系列 Vol.4（蘿拉·博德維希）
- IS〈Infinite Stratos〉 原聲廣播劇系列 Vol.5（蘿拉·博德維希）
- 奮鬥吧！系統工程師（橋本文月）

2014年
- 尋因異聞錄樁（日语：当て屋の椿）（椿）
- 聖靈之心 原聲廣播劇CD（佩特拉·約罕娜·拉肯威斯特（日语：ペトラ・ヨハンナ・ラーゲルクヴィスト）[263]）
- 真空管人偶精選輯（魔術藍[264]）
- 電波教師（天上院騎咲[265]）
- 2（山下麻里）

2015年
- 異世界魔法實在太落後！ 廣播劇CD「水明誘拐」（菲爾梅妮亞.斯丁格雷[266]）
- Grand Stage（日语：グラン・ステージ）（風宮繪琉[267]）
- 為美好的世界獻上祝福！（達克妮絲／達斯堤尼斯·福特·拉拉蒂娜[268]）
- Sega硬件女孩 廣播劇CD「偶像試鏡」（TERADRIVE（日语：テラドライブ）[269]）
- 廣播劇CD「Chaos Dragon 赤龍戰役」赤之章（忌息）

2018年
- 為什麼老師會在這裡！？（兒嶋加奈[270]）

### 動態漫畫
- VOMIC 青空吶喊（日语：青空エール）（小野翼）
- 弟近遠（姊[271]）
- 勝利女神野球！（仲崎要[272]）※ENSOKU
- Bee漫畫 進擊的巨人（阿爾敏·亞魯雷特）※dtv
- 超速變形螺旋傑特（轟驅流）※VOMIC
- 魔神加爾得！（日语：魔神のガルド!）（加爾得）※VOMIC
- NERU-武藝道行-（拝庭朱琵）（2021年）

### 特攝影集
2010年
- 天裝戰隊護星者（的A〈愛麗絲〉的配音）

2011年
- 海賊戰隊豪快者（的A〈愛麗絲〉的配音）

### 廣播節目
※記號表示說明網路廣播。
- 勝平&麻里奈的心眼壞系電台（2005年，大阪電台、TBS廣播）
- 井上麻里奈的感到興奮（FM NACK5、fm osaka（日语：エフエム大阪）、FM AICHI（日语：エフエム愛知））
- 麻里奈的Aniplex情報局（2005年、2006年，大阪電台、文化放送、NACK5）
- （2006年－2007年，音泉）※
- 校園烏托邦 學美向前衝！ 學生會臨時放送（2007年，Star Child Radio※）
- 音泉突破 紅蓮螺巖電台（日语：音泉突破グレンラガンラジオ）（2007年，音泉）※
- 南家三姊妹的廣播（日语：みなみけのみなきけ）（2007年－2008年，animate TV）※
- 卡蓮坂高中可愛廣播社（2007年－2008年，S-Radio（日语：S-ラジ））※
- 電台天元突破 紅蓮螺巖（日语：ラヂオ天元突破グレンラガン）（2008年－2010年，大阪電台、文化放送）
- 神戶前向女學院。（日语：神戸前向女学院。）（2008年 - 2015年，關西電台、關西電台WEB※）
- 網路廣播『關東圖書基地 宣傳課』女子宿舍（2008年，animate TV & 音泉）※
- 南家三姊妹的廣播 歡迎回家（日语：みなみけのみなきけ）（2009年，animate TV）※
- 鶺鴒女神電台 特別復活（2009年）
- Rio Super Carnival Radio（2010年，音泉※）
- 井上麻里奈、下田麻美的IT革命！（日语：井上麻里奈・下田麻美のIT革命!）（2011年－現在，超！A&G+）※
- 我的朋友很少 on AIR RADIO（2011年－2013年，音泉&HiBiKi Radio Station（日语：HiBiKi Radio Station））※
- 南家三姊妹的廣播 重新復習（日语：みなみけのみなきけ）（2012年，animate TV※ & 東海電台（日语：東海ラジオ放送）、KBS京都、RKB電台）
- 南家三姊妹的廣播 我回來了（日语：みなみけのみなきけ）（2013年，animate TV※ & 東海電台、KBS京都、RKB電台）
- RADIO IS II（2013年，超！A&G+ & Lantis web radio（日语：ランティスウェブラジオ））※
- 音泉 10週年紀念24小時niconico現場直播「我的朋友很少 on AIR RADIO」（2014年，niconico現場直播）※
- Punch Radio（2015年，音泉）※[273]
- 進擊！巨人中學校 放學後電台（2015年、2016年，音泉）※
- 音鬼與井上麻里奈的H話×3（2018年1月24日－3月28日，SMART USEN）※[274]

### 廣播CD
- anitama.com（日语：アニたまどっとコム） presents 真夏的接力談話CD
- 井上麻里奈、下田麻美的IT革命！（日语：井上麻里奈・下田麻美のIT革命!）
  - 井上麻里奈、下田麻美的IT革命！ Archive CD
  - 井上麻里奈、下田麻美的IT革命！ Expantion！　Vol.1－2
  - 井上麻里奈、下田麻美的IT革命！ DJCD Kids、成人、秘密篇
  - 井上麻里奈、下田麻美的IT革命！ DJCD ～夏天到！IT革命！金楚糕祭！in沖繩！ 前篇、後篇～　　　　
  - 井上麻里奈、下田麻美的IT革命！ DJCD幻之IT革命！○○電台篇
- 關東圖書基地宣傳課
  - DJCD 圖書館戰爭 關東圖書基地宣傳課 實態調査報告 第壹～貳卷
  - DJCD 圖書館戰爭 關東圖書基地宣傳課 特別篇
- 神戶前向女學院。（日语：神戸前向女学院。）
  - DJCD 神戶前向女學院。 I - XI&XII
  - DJCD 神戶前向女學院。Season2 vol.1 - 2
  - DJCD 神戶前向女學院。Season3 vol.1
- 進擊的巨人電台 ～梶與下野的前進吧！電波兵團～ Vol.2
- 我的朋友很少 on AIR RADIO（日语：僕は友達が少ないのディスコグラフィ#ラジオCD） Vol.1－4
- 南家三姊妹DJCD（日语：みなみけのディスコグラフィ#DJCD）
  - 「南家三姊妹的廣播」Vol.1－2
  - 「南家三姊妹的廣播」SP1
  - 「南家三姊妹的廣播」Vol.1－3
  - 「南家三姊妹的廣播 我回來了」Vol.1

### 電視節目
※記號表示說明網路電視。
- 進擊！巨人中學校（2015年，TOKYO MX）－於實境章節出演

### 影像作品
- 活動DVD 無法掙脫的背叛 沃普爾吉斯之宴
- 活動DVD 王牌投手 振臂高揮 ～我們的夏天仍未結束～
- 活動DVD 天元突破 紅蓮螺巖 劇場版 前夜祭
- 活動DVD 傳奇系列祭2008
- 活動DVD 傳奇系列祭2013
- 活動DVD 南家三姊妹！5之2！歌謠祭喲！放學後大爆發!!（日语：みなみけのディスコグラフィ#ライブイベント）
- 小野坂主廚的心血來潮廚房（anitama（日语：アニたまどっとコム）SHOP特典DVD）
- 尋寶 ～彌涅耳瓦之箱～ in 河口湖音樂盒之森美術館
- 天元突破 紅蓮螺巖 閃耀☆庸子OX ～Pieces of sweet stars～（專訪）
- 圖書館戰爭DVD第1卷 初回封入特典（專訪）
- 圖書館戰爭DVD第5巻 初回封入特典（活動影像「關東圖書基地宣傳課出張版」）
- 圖書館戰爭 革命之翼 初回封入特典DVD（於活動第一天出席舞台進行問候）

### 舞台
- 軍『白』（宮田優）
- 第4回川崎育成中心合同公演『HYPER ATLAS』（チトセ·ルモルド）
- 腔棘魚企劃製作 Vol.2 閱讀 ✕ 當代舞蹈公演『W·莎士比亞 HUMAN』（馬克白夫人）

### 朗讀
- 神樂怪奇譚「棲」TheGLEE
- 舞姬事件 -鷗外輪舞曲-（エリス、幼少期的）

### 柏青哥、角子機
- 新ex麻雀2（紅蓮）
- 月面兔兵器米娜（佃美奈／月城米娜）
- CR戰國少女2（日语：CR戦国乙女）（長宗我部motochika）
- CR 天元突破 紅蓮螺巖（庸子·利坦拿）
- CR柏青哥Rio（Rio）
- CR花札物語（日语：CR花札物語）（由美）
- SUPER BLACK JACK2（Rio）
- 009-1（009-7)
- 角子機學園默示錄 HIGHSCHOOL OF THE DEAD(宮本麗)
- 柏青哥CR阿拉丁NEO 小小皇女與天魔之都（羅絲）
- 柏青哥CR魔法獵人（Chocolat）
- CR魔法老師！（2017年，犬上小太郎[275]）

### 手機
- 美聲時鐘2（日语：BIJIN&Co.）
- 動畫電話 我的朋友很少（三日月夜空）

### 其它
- 數位漫畫 special DVD 「我的初戀情人 (電影)」（種田繭）※僅限少女漫畫 2008年12號－14號應募讀者
- 柚子 吉祥物（柚子人）
- A-KOE「屋機械看板娘」（スヴェン）

## 音樂作品
絕望少女們的歌曲請參照「絕望少女們」。

### 單曲
| 枚數 | 發行日期       | 單曲名稱（日文原名） | 規格編號  | 最高排名 |
| ---- | -------------- | -------------------- | --------- | -------- |
| 1st  | 2004年8月11日  | 寶石（宝石）             | SVWC-7211 |          |
| 2nd  | 2005年12月21日 | energy               | SVWC-7235 | 第132名  |
| 3rd  | 2007年2月21日  | Beautiful Story（）  | SVWC-7443 | 第96名   |

### 商業搭配
| 樂曲            | 商業搭配                             | 年份   |
| --------------- | ------------------------------------ | ------ |
| 寶石            | OVA《柯塞特的肖像》片尾主題曲        | 2004年 |
| Ballad          | OVA《柯塞特的肖像》劇中插入歌        | 2004年 |
| energy          | 電視動畫《銀盤萬花筒》片尾主題曲     | 2005年 |
| Beautiful Story | 電視動畫《月面兔兵器米娜》片尾主題曲 | 2007年 |

### 角色歌曲
| 發行日期 | 標題                                                               | 名義 | 曲名 | 備註                                                                 |
| 2005年   | 2005年                                                             | 2005年 | 2005年 | 2005年                                                               |
| -------- | ------------------------------------------------------------------ | --- | --- | -------------------------------------------------------------------- |
| 11月2日  | 3                                                                  | 鶇（井上麻里奈） | 「MOONLIGHT SERENADE」 | 廣播劇CD《》相關歌曲                                                 |
| 2006年   |                                                                    | | |                                                                      |
| 5月3日   | 練馬蘿蔔兄弟 REMIX 1                                               | 人偶刑警由紀香（井上麻里奈） | 「POLICE WOMAN」 | 電視動畫《新鮮釀造音樂劇 練馬蘿蔔兄弟》相關歌曲                      |
| 11月8日  | 校園烏托邦 學美向前衝！ 角色迷你專輯 上原睦月                      | 上原睦月（井上麻里奈） | 「」 「」 | 電視動畫《校園烏托邦 學美向前衝！》相關歌曲                          |
| 2007年   |                                                                    | | |                                                                      |
| 2月21日  | 校園烏托邦 學美向前衝！ 聖櫻學生會 大合唱II                        | 上原睦月（井上麻里奈） | 「Mix」 「Version」 | 電視動畫《校園烏托邦 學美向前衝！》相關歌曲                          |
| 4月4日   | 校園烏托邦 學美向前衝！ 閃亮☆快樂祭典！ 主題歌 奇蹟向前衝！        | 天宮學美（堀江由衣）、稻森光香（野中藍）、上原睦月（井上麻里奈）、衛藤芽生（平野綾）、小鳥桃葉（藤田）                                                                  | 「！」 「夢·（Version）」上原（井上麻里奈） | 遊戲《校園烏托邦 學美向前衝！ 閃亮☆快樂祭典！》主題歌                |
| 5月16日  | 校園烏托邦 學美向前衝！ 聖櫻學生會 大合唱II                        | 天宮學美（堀江由衣）、稻森光香（野中藍）、上原睦月（井上麻里奈）、衛藤芽生（平野綾）、小鳥桃葉（藤田）                                                                  | 「A Happy Life 最終話 Ver.」 「100☆」上原睦月（井上麻里奈）&衛藤芽生（平野綾）                                                                                      | 遊戲《校園烏托邦 學美向前衝！ 閃亮☆快樂祭典！》相關歌曲              |
| 6月6日   | 月面兔兵器米娜 角色精選輯 5                                        | 月城米娜（井上麻里奈） | 「∞」 | 電視動畫《月面兔兵器米娜》相關歌曲                                   |
| 7月25日  | 天元突破 紅蓮螺巖 角色歌曲                                         | 庸子·利坦拿（井上麻里奈） | 「Trust」 「Trust -Dance Dance Revolution MIX-」 | 電視動畫《天元突破 紅蓮螺巖》相關歌曲                                |
| 8月22日  | 身為人軸正在搖晃                                                   | 大槻賢二與絕望少女們 | 「人軸」 「引niYeah～」 | 電視動畫《絕望先生》片頭主題曲                                       |
| 9月26日  | 絕世美人                                                           | 絕望少女們 | 「世美人」 | 電視動畫《絕望先生》片尾主題曲                                       |
| 10月10日 | mst！SPECIAL CD                                                    | 天宮學美（堀江由衣）、稻森光香（野中藍）、上原睦月（井上麻里奈）、衛藤芽生（平野綾）、小鳥桃葉（藤田）                                                                  | 「夢·Ver.」 | 遊戲《校園烏托邦 學美向前衝！ 閃亮☆快樂祭典！》主題歌                |
| 10月27日 | 經驗值上昇中☆                                                      | 南春香（佐藤利奈）、南夏奈（井上麻里奈）、南千秋（茅原實里） | 「上昇中☆」 「夢航海路」 | 電視動畫《南家三姊妹》片頭主題曲                                     |
| 11月21日 | 「旋風管家」角色CD7 橘亘&貴沙希 starring 井上麻里奈&中島沙樹         | 橘&貴沙希 starring 井上麻里奈&中島沙樹 | 「哀 MYSTERY」 「」 | 電視動畫《旋風管家》相關歌曲                                         |
| 11月21日 | 絕望先生 角色歌曲專輯 絕望歌謠大全集                               | 木津千里（井上麻里奈） | 「薔薇の棺」 | 電視動畫《絕望先生》相關歌曲                                         |
| 11月22日 | 絕對絢麗DAYS                                                       | 南春香（佐藤利奈）、南夏奈（井上麻里奈）、南千秋（茅原實里） | 「DAYS」 「微笑」 | 電視動畫《南家三姊妹 ～再來一碗～》片尾主題曲                        |
| 12月12日 | 魔法少女奈葉StrikerS Sound Stage 04                                | 昴·中島（齋藤千和）、緹雅娜·蘭斯特（中原麻衣）、艾力歐·蒙迪爾（井上麻里奈）、凱珞·露·露茜（高橋美佳子）                                                                 | 「To The Real」 | 電視動畫《魔法少女奈葉StrikerS》相關歌曲                             |
| 2008年   |                                                                    | | |                                                                      |
| 1月16日  | 無敵偵探☆貴公子 迷宮歌曲系列 II／Steadfast                         | 古賀樂太（井上麻里奈） | 「Steadfast」 「Steadfast-REMIX-」 | 電視動畫《無敵偵探☆貴公子》相關歌曲                                  |
| 1月23日  | 空想倫巴                                                           | 大槻賢二與絕望少女們 | 「空想」 | 電視動畫《俗·絕望先生》片頭主題曲                                    |
| 1月23日  | 心靈的翅膀                                                         | 南春香（佐藤利奈）、南夏奈（井上麻里奈）、南千秋（茅原實里） | 「DAYS」 「HAPPY☆MY」 | 電視動畫《南家三姊妹 ～再來一碗～》片頭主題曲                        |
| 2月6日   | 想聽聽那個聲音                                                     | 南春香（佐藤利奈）、南夏奈（井上麻里奈）、南千秋（茅原實里） | 「」 「晴」 | 電視動畫《南家三姊妹 ～再來一碗～》片尾主題曲                        |
| 3月26日  | 俗·絕望先生 原聲音樂「俗·絕望劇伴撰集」                            | 木津千里（井上麻里奈）、久藤准（水島大宙） | 「望先生」 | 電視動畫《俗·絕望先生》劇中插入歌                                    |
| 4月16日  | KITE LIBERATOR ORIGINAL SOUNDTRACK                                 | 野口百南花（井上麻里奈） | 「Hello my star」 「my sweet home」 | OVA《KITE LIBERATOR》片尾主題曲                                      |
| 4月23日  | 南家三姊妹&南家三姊妹 ～再來一碗～ 角色歌曲專輯 「南家三姊妹日和」 | 南夏奈（井上麻里奈） | 「特盛」 | 電視動畫《南家三姊妹》、《南家三姊妹 ～再來一碗～》相關歌曲          |
| 5月23日  | 灼眼的夏娜II SPLENDIDE SHANAII Vol.III                             | 費蕾絲（井上麻里奈） | 「Half of Mine」 | 電視動畫《灼眼的夏娜》相關歌曲                                       |
| 7月16日  | 我是守護獸，嗎？                                                   | 亂崎帝架（安元洋貴）、斑斑（井上麻里奈） | 「我輩守護？」 | 電視動畫《狂亂家族日記》片尾主題曲                                   |
| 7月23日  | 鶺鴒女神／Dear sweet heart                                         | 結（早見沙織）、月海（井上麻里奈）、草野（花澤香菜）、松（遠藤綾） | 「」 | 電視動畫《鶺鴒女神》片頭主題曲                                       |
| 7月23日  | 鶺鴒女神／Dear sweet heart                                         | 結（早見沙織）、月海（井上麻里奈）、草野（花澤香菜）、松（遠藤綾） | 「Dear sweet heart」 | 電視動畫《鶺鴒女神》片尾主題曲                                       |
| 8月27日  | 鶺鴒女神 Sond Stage 01                                             | 月海（井上麻里奈） | 「月」 | 電視動畫《鶺鴒女神》相關歌曲                                         |
| 12月17日 | 南家三姊妹 歡迎回家 角色形象專輯「春夏秋登場!!」                   | 南夏奈（井上麻里奈） | 「」 「☆」南春香（佐藤利奈）、南夏奈（井上麻里奈）、南千秋（茅原里）                                                                                                | 電視動畫《南家三姊妹 歡迎回家》相關歌曲                              |
| 12月25日 | LOVE DIVING／Four season's memory                                  | 霧生司（井上麻里奈） | 「」 「Four season's memory」 | 電視動畫《夕陽染紅的坡道》片尾主題曲                                 |
| 12月28日 | 魔法少女奈葉StrikerS Sound stage Vocal best collection             | 昴·中島（齋藤千和）、緹雅娜·蘭斯特（中原麻衣）、艾力歐·蒙迪爾（井上麻里奈）、凱珞·露·露茜（高橋美佳子）                                                                 | 「To The Real<Brave mix>」 | 電視動畫《魔法少女奈葉StrikerS》相關歌曲                             |
| 2009年   |                                                                    | | |                                                                      |
| 1月21日  | 經驗值極速上升↑↑                                                   | 南春香（佐藤利奈）、南夏奈（井上麻里奈）、南千秋（茅原實里） | 「速上↑↑」 「LOVE ～～」 | 電視動畫《南家三姊妹 歡迎回家》片頭主題曲                            |
| 1月21日  | 絕對絢麗多彩宣言                                                   | 南春香（佐藤利奈）、南夏奈（井上麻里奈）、南千秋（茅原實里） | 「宣言」 「！」 | 電視動畫《南家三姊妹 歡迎回家》片尾主題曲                            |
| 2月11日  | 心頭小鹿亂撞。                                                     | 天妃少女合唱團 | 「君胸。」 | 電視動畫《瑪莉亞狂熱》片尾主題曲                                     |
| 3月6日   | 「旋風管家」角色翻唱CD ～選曲：畑健二郎～                          | 橘（井上麻里奈） | 「STEP」 | 電視動畫《旋風管家》相關歌曲                                         |
| 3月25日  | 鶺鴒女神 ～NON STOP MEGA-MIX～                                     | 結（早見沙織）、月海（井上麻里奈）、草野（花澤香菜）、松（遠藤綾） | 「 ～～」 | 電視動畫《鶺鴒女神》相關歌曲                                         |
| 4月24日  | 巨乳戰隊X 廣播劇CD 01                                              | 鯨岡美香（井上麻里奈）、南瑠菜（阿澄佳奈） | 「（Short Ver.）」 「（Ver.）」鯨岡（井上麻里奈） | 廣播劇CD《巨乳戰隊X》片尾主題曲                                      |
| 5月27日  | 天元突破 紅蓮螺巖 閃亮☆庸子BOX ～Pieces of sweet stars～           | 庸子·利坦拿（井上麻里奈） | 「S.t.a.r.S」 「S.t.a.r.S Remix」 | 電視動畫《天元突破 紅蓮螺巖》相關歌曲                                |
| 7月23日  | 南家三姊妹 角色歌曲與專輯                                          | 南春香（佐藤利奈）、南夏奈（井上麻里奈）、南千秋（茅原實里） | 「春夏秋冬♪」 | OVA《南家三姊妹 甜品別腹》片頭主題曲                                 |
| 7月23日  | 南家三姊妹 角色歌曲與專輯                                          | 南春香（佐藤利奈）、南夏奈（井上麻里奈）、南千秋（茅原實里） | 「」 | OVA《南家三姊妹 甜品別腹》片尾主題曲                                 |
| 7月23日  | 南家三姊妹 角色歌曲與專輯                                          | 夏奈（井上麻里奈）、景子（後藤沙緒里）、理子（高梁碧） | 「DE♡」 | 電視動畫《南家三姊妹》相關歌曲                                       |
| 7月23日  | 南家三姊妹 角色歌曲與專輯                                          | 武（淺沼晉太郎）、春香（佐藤利奈）、夏奈（井上麻里奈）、千秋（茅原實里）                                                                                                | 「down & UP! and DOWN↓」 | 電視動畫《南家三姊妹》相關歌曲                                       |
| 7月23日  | 蘋果摘取光線！                                                     | 大槻賢二與絕望少女們 | 「林檎！」 | 電視動畫《懺·絕望先生》片頭主題曲                                    |
| 8月15日  | 天使。 ～prelude～                                                 | 琴原夢音（井上麻里奈） | 「NEVER GIVE UP」 | 廣播劇CD《天使。 ～prelude～》主題歌                                 |
| 9月30日  | 「旋風管家」角色CD 2nd series 07 橘亘&貴嶋沙希 with 索妮亞·夏弗拿茲    | 橘&貴嶋沙希 starring 井上麻里奈&中島沙樹 | 「C'mon!!」 | 電視動畫《旋風管家!!》相關歌曲                                       |
| 9月30日  | 懺·絕望先生 角色歌曲專輯 絕望歌謠大全集2                           | 風浦可符香（野中藍）、木津千里（井上麻里奈）、木村卡愛拉（小林優）、日塔奈美（新谷良子）                                                                                | 「古都佇女」木津千里（井上麻里奈） 「密室」 | 電視動畫《懺·絕望先生》相關歌曲                                      |
| 9月30日  | eeeeeeeeeeeee！ ～手～                                             | HAYATE's COMBAT FRIENDS | 「eeeeeeeeeeeee！ ～手～」 | 電視動畫《旋風管家!!》相關歌曲                                       |
| 10月7日  | 海貓悲鳴時 角色歌曲 Vol.1 右代宮朱志香&右代宮真里亞                | 右代宮朱志香（井上麻里奈） | 「☆」 | 電視動畫《海貓悲鳴時》劇中插入歌                                     |
| 11月4日  | 約束 I'm with You／SURVIVE BABY SURVIVE！                          | 結（早見沙織）、月海（井上麻里奈）、草野（花澤香菜）、松（遠藤綾） | 「約束 I'm With You」 | 遊戲《鶺鴒女神 ～未來的贈禮～》片頭主題曲                            |
| 11月4日  | 約束 I'm with You／SURVIVE BABY SURVIVE！                          | 結（早見沙織）、月海（井上麻里奈）、草野（花澤香菜）、松（遠藤綾） | 「SURVIVE BABY SURVIVE」 | 遊戲《鶺鴒女神 ～未來的贈禮～》片尾主題曲                            |
| 11月11日 |                                                                    | 瀨能名津流（井上麻里奈）、沙倉楓（中島愛） | 「想」 「☆」 「想 -unstoppable delusion ≒ mpulse-」 | 電視動畫《肯普法》片尾主題曲                                         |
| 11月20日 | 武裝神姬 BATTLE RONDO ORIGINAL SOUNDTRACK                          | 優克蘭緹（加藤英美里）、伊雅涅拉（井上麻里奈） | 「Into the Shining World」 | 遊戲《武裝神姬》片頭主題曲                                           |
| 12月23日 | Rio Sound Hustle！ -Rio盛-                                         | Rio（井上麻里奈） | 「GODDESS OF VICTORY」 「Lucky-Go-Round（Rio ver.）」 | 廣播劇CD《Rio Sound Hustle！》相關歌曲                               |
| 2010年   |                                                                    | | |                                                                      |
| 1月27日  | 肯普法 角色歌曲專輯                                                | 瀨能名津流（井上麻里奈） | 「微笑」 | 電視動畫《肯普法》相關歌曲                                           |
| 2月10日  | Rio Sound Hustle！ -MEGA盛-                                        | Rio（井上麻里奈） | 「GODDESS OF VICTORY（MEGA ver.）」 「Lucky-Go-Round」 | 廣播劇CD《Rio Sound Hustle！》相關歌曲                               |
| 5月19日  |                                                                    | 瑪麗卡（千葉千恵巳）&紀香（井上麻里奈） | 「！！」 「私未連」 | 電視動畫《瑪麗與伽利 ver.2.0》片頭主題曲                             |
| 5月27日  | 空響角笛ノ五重奏CD                                                 | 九音綺莉重（井上麻里奈） | 「AMAZING GRACE」 | 遊戲《空·之·音 少女的五重奏》劇中插入歌                              |
| 7月21日  | 白翼的誓約 ～Pure Engagement～／心心相印                           | 結（早見沙織）、月海（井上麻里奈）、草野（花澤香菜）、松（遠藤綾） | 「白翼誓約 ～Pure Engagement～」 | 電視動畫《鶺鴒女神 ～Pure Engagement～》片頭主題曲                   |
| 7月21日  | 白翼的誓約 ～Pure Engagement～／心心相印                           | 結（早見沙織）、月海（井上麻里奈）、草野（花澤香菜）、松（遠藤綾） | 「」 | 電視動畫《鶺鴒女神 ～Pure Engagement～》片尾主題曲                   |
| 7月28日  | 無法掙脫的背叛 原聲廣播劇CD2                                       | 叢雨九十九（福山潤）、叢雨十瑚（井上麻里奈） | 「約束海」 | 廣播劇CD《無法掙脫的背叛》相關歌曲                                   |
| 9月29日  | SEKIREI SOUND COMPLETE                                             | 結（早見沙織）、月海（井上麻里奈）、草野（花澤香菜）、松（遠藤綾） | 「」 「Dear sweet heart」 「！KISS OR DIE!?」 「約束 I'm with You」 「SURVIVE BABY SURVIVE！」 「白翼誓約 ～Pure Engagement～」 「」 「LET'S GO GET U！」 「 ～～」 | 電視動畫《鶺鴒女神》相關歌曲                                         |
| 10月27日 | 受魂旋律                                                           | 費歐娜（阿澄佳奈）、伊娃（井上麻里奈） | 「閃光の彼方へ」 | 遊戲《亞迦雷斯特戰記2》宣傳影片歌曲                                  |
| 2011年   |                                                                    | | |                                                                      |
| 1月26日  | 世界一緒！                                                         | ♥ | 「世界一緒！」 | 電視動畫《Rio RainbowGate！》片頭主題曲                              |
| 1月26日  | 世界一緒！                                                         | 理歐·羅倫斯（井上麻里奈） | 「」 | 電視動畫《Rio RainbowGate！》相關歌曲                                |
| 1月26日  | 明朗的未來☆                                                        | 高梨奈緒（喜多村英梨）、土浦彩葉（井上麻里奈）、近藤繭佳（荒浪和沙） | 「未☆」 「君にOverflow」 | 電視動畫《人家一點都不喜歡啦！》片尾主題曲                           |
| 2月16日  | SUPER∞STREAM                                                       | 篠之之箒（日笠陽子）、西西莉亞·奧爾科特（尤加奈）、凰鈴音（下田麻美）、夏洛特·迪努亞（花澤香菜）、蘿拉·博德維希（井上麻里奈）                                           | 「SUPER∞STREAM」 | 電視動畫《IS〈Infinite Stratos〉》片尾主題曲                         |
| 3月23日  | 人家一點都不想唱歌啦！                                             | 高梨奈緒（喜多村英梨）、土浦彩葉（井上麻里奈）、近藤繭佳（荒浪和沙） | 「Catch My HOPE」 「未☆ -delusion mix-」 | 電視動畫《人家一點都不喜歡啦！》相關歌曲                             |
| 3月23日  | 人家一點都不想唱歌啦！                                             | 土浦彩葉（井上麻里奈） | 「Perfect Kiss」 | 電視動畫《人家一點都不喜歡啦！》相關歌曲                             |
| 4月23日  | 莫比烏荒野 ～絕望傳説第1集                                         | 大槻賢二與絕望少女們 | 「荒野 ～望I」 | 電視動畫《絕望先生》相關歌曲                                         |
| 5月25日  | RunRunRiRu RanRanRaRa/怎樣也停不下來                               | 天妃少女合唱團 | 「」 「君胸。」 | 電視動畫《瑪莉亞狂熱 ALIVE》片尾主題曲                               |
| 7月27日  | DO·S與DO·M物語                                                     | 祇堂鞠也（小林優）、汐王寺茉莉花（井上麻里奈） | 「DO·SDO·M物語」 | 電視動畫《瑪莉亞狂熱 ALIVE》相關歌曲                                 |
| 8月24日  | An die Freude                                                      | 蘿拉·博德維希（井上麻里奈） | 「An die Freude」 「SUPER∞STREAM （ver.）」 | 電視動畫《IS〈Infinite Stratos〉》相關歌曲                           |
| 10月26日 | 悲劇系交友社★★☆                                                    | 結交朋友隊 | 「念系隣人部★★☆」 | 電視動畫《我的朋友很少》片頭主題曲                                   |
| 10月26日 | 悲劇系交友社★★☆                                                    | 三日月夜空（井上麻里奈）&柏崎星奈（伊藤加奈惠） | 「笑」 | OVA《我的朋友很少》片尾主題曲                                        |
| 11月2日  | 架起彩虹的橋樑                                                     | 毛利motonari（能登麻美子）、長宗我部motochika（井上麻里奈）、大友sourin（加藤英美里）                                                                                   | 「虹架橋」 | CR《戰國少女2》劇中歌                                                |
| 11月25日 | 我的心·情                                                          | 三日月夜空（井上麻里奈） | 「私」 | 電視動畫《我的朋友很少》片尾主題曲                                   |
| 12月16日 | SKET DANCE 角色歌曲專輯 “CHARAT DANCE♪”                            | 吉備津百香（井上麻里奈） | 「何？?!」 | 電視動畫《SKET DANCE》相關歌曲                                       |
| 2012年   |                                                                    | | |                                                                      |
| 1月4日   | 少女Rising                                                         | 長宗我部motochika（井上麻里奈） | 「乙女Rising」 | CR《戰國少女2》劇中歌                                                |
| 1月13日  | 我的朋友很少 混裝CD1                                               | 三日月夜空（井上麻里奈） | 「Pureness Shyness」 | 電視動畫《我的朋友很少》相關歌曲                                     |
| 1月20日  | 武裝神姬 Character Song Vol.3                                      | 伊雅涅拉（井上麻里奈） | 「」 | 遊戲《伊雅涅拉 BATTLE MASTERS Mk.2》相關歌曲                         |
| 2月23日  | 觸碰戀曲！ ～Love Application～ Vocal Collection                   | 瀧川葵（井上麻里奈） | 「☆」 | 遊戲《觸碰戀曲！ ～Love Application～》相關歌曲                      |
| 2月23日  | 我的朋友很少 攜帶版                                                | 三日月夜空（井上麻里奈） | 「Over the distance」 | 遊戲《我的朋友很少 攜帶版》主題歌                                    |
| 3月14日  | IS〈Infinite Stratos〉 VOCAL COLLECTION                            | 蘿拉·博德維希（井上麻里奈） | 「Change my mind」 「An die Freude」 | 電視動畫《IS〈Infinite Stratos〉》相關歌曲                           |
| 3月23日  | 境界線上的地平線 ～萬丈晩成～                                      | 涅特·彌托茨黛（井上麻里奈） | 「丈晩成」 | 電視動畫《境界線上的地平線》相關歌曲                                 |
| 4月18日  | 境界線上的地平線 演目披露 第一彈 涅特·彌托茨黛                     | 涅特·彌托茨黛（井上麻里奈） | 「東部第三地上騎士"Loup"」 「Loup de debut」 | 電視動畫《境界線上的地平線》相關歌曲                                 |
| 4月25日  | 我的朋友很少 混裝CD4                                               | 三日月夜空（井上麻里奈） | 「二人季節」 | 電視動畫《我的朋友很少》劇中插入歌                                   |
| 4月25日  | 光明之刃 角色歌曲專輯                                              | 阿露蒂娜（井上麻里奈）、艾爾米娜（早見沙織）、密絲媞（田村由香里）、冬華（堀江由衣）、蘿莎琳德（桑島法子）                                                              | 「輝旗」 | 遊戲《光明之刃》相關歌曲                                             |
| 4月25日  | 光明之刃 角色歌曲專輯                                              | 阿露蒂娜（井上麻里奈） | 「翠森精詩 「山吹色萌風」 | 遊戲《光明之刃》相關歌曲                                             |
| 7月18日  | Smile 光之美少女！歌聲專輯1 傳送出去吧！微笑世界!!                 | 進天使／綠川直（井上麻里奈） | 「笑」 | 電視動畫《Smile 光之美少女！》相關歌曲                               |
| 7月18日  | Smile 光之美少女！歌聲專輯1 傳送出去吧！微笑世界!!                 | Smile 光之美少女！ | 「最高」 | 電視動畫《Smile 光之美少女！》相關歌曲                               |
| 8月29日  | 紗綾與愉快的音樂集                                                 | 吉備津百香（井上麻里奈） | 「永遠」 「○○○○☆☆ 」 | 電視動畫《SKET DANCE》相關歌曲                                       |
| 9月5日   | 滿開*微笑！/微笑，微笑著，微笑吧♪                                  | Smile 光之美少女！ | 「笑 笑♪」 | 電視動畫《Smile 光之美少女！》劇中插入歌                             |
| 9月21日  | 境界線上的地平線音樂作品                                           | 陪你到天亮 | 「武間神社祝詞三十二式“木花之佐久夜”歌唱型」 | 電視動畫《境界線上的地平線II》相關歌曲                               |
| 9月26日  | 境界線上的地平線HR 廣播劇CD                                        | 陪你到天亮 | 「」 | 電視動畫《境界線上的地平線II》相關歌曲                               |
| 9月26日  | 你是朋友                                                           | 羽瀨川小鷹（木村良平）、三日月夜空（井上麻里奈）、柏崎星奈（伊藤加奈惠）、楠幸村（山本希望）、志熊理科（福圓美里）、羽瀨川小鳩（花澤香菜）、高山瑪麗亞（井口裕香）      | 「君友達」 | OVA《我的朋友很少 Addon Disc》片尾主題曲                             |
| 11月28日 | Smile 光之美少女！ 歌聲專輯2 大家一起微笑吧！                      | 黃瀨彌生（金元壽子）、綠川直（井上麻里奈）、青木麗華（西村千奈美） | 「虹色」 | 電視動畫《Smile 光之美少女！》相關歌曲                               |
| 11月28日 | Smile 光之美少女！ 歌聲專輯2 大家一起微笑吧！                      | 進天使／綠川直（井上麻里奈） | 「SMILE FOREVER」 | 電視動畫《Smile 光之美少女！》相關歌曲                               |
| 2013年   |                                                                    | | |                                                                      |
| 1月23日  | 幸福☆情緒高漲↑↑                                                    | 南春香（佐藤利奈）、南夏奈（井上麻里奈）、南千秋（茅原實里） | 「☆↑↑」 「*」 | 電視動畫《南家三姊妹 我回來了》片頭主題曲                            |
| 1月23日  | 急速接近Lucky DAYS                                                 | 南春香（佐藤利奈）、南夏奈（井上麻里奈）、南千秋（茅原實里） | 「急接近DAYS」 「日常」 | 電視動畫《南家三姊妹 我回來了》片尾主題曲                            |
| 2月6日   | Be My Friend                                                       | 交友社 | 「Be My Friend」 | 電視動畫《我的朋友很少NEXT》片頭主題曲                               |
| 2月6日   | 我們的翅膀                                                         | 交友社 | 「僕翼」 | 電視動畫《我的朋友很少NEXT》片尾主題曲                               |
| 2月22日  | 月床咆吼                                                           | 涅特·彌托茨黛（井上麻里奈） | 「月床咆吼」 | 電視動畫《境界線上的地平線II》相關歌曲                               |
| 4月24日  | 南家三姊妹 我回來了 角色歌曲專輯 「南家三姊妹的大家之歌」          | 南家的各位大家 | 「」 「Non Stop 全力宣言」南夏奈 「☆」 | 電視動畫《南家三姊妹 我回來了》相關歌曲                              |
| 5月21日  | 戰國少女3 ～亂～ ORIGINAL SOUND TRACK                              | 德川ieyasu（千葉紗子）、今川yoshimoto（山本麻里安）、大友sourin（加藤英美里）、毛利motonari（能登麻美子）、長宗我部motochika（井上麻里奈）                              | 「君風」 「乙女Rising」長宗我部（井上麻里奈） 「虹架橋」 | CR《戰國少女3 ～亂～》劇中歌                                         |
| 6月5日   | 約會大作戰 DATE A MUSIC FIRST HALF                                 | 夜刀神十香（井上麻里奈） | 「蕾」 | 電視動畫《約會大作戰》劇中插入歌                                     |
| 7月17日  | 旺旺旺旺N_1!!                                                      | 犬娘俱樂部 | 「N_1!!」 | 電視動畫《狗與剪刀必有用》片頭主題曲                                 |
| 7月31日  | 狗與剪刀必有用 角色歌曲1 夏野霧姬                                  | 夏野霧姬（井上麻里奈） | 「快感」 「N_1!! 霧姫ver.」 | 電視動畫《狗與剪刀必有用》相關歌曲                                   |
| 8月19日  | SWEET PAIN                                                         | 守凪了子（花澤香菜、三崎紫雫乃（川澄綾子）、港（井上麻里奈） | 「SWEET PAIN」 | CR《ZEGAPAIN》主題歌曲                                               |
| 8月28日  | IS〈Infinite Stratos〉 聲音劇場&角色歌曲CD5 蘿拉·博德維希          | 蘿拉·博德維希（井上麻里奈） | 「Let's get married」 | 電視動畫《IS〈Infinite Stratos〉2》相關歌曲                          |
| 11月20日 | BEAUTIFUL SKY                                                      | 篠之之箒（日笠陽子）、西西莉亞·奧爾科特（尤加奈）、凰鈴音（下田麻美）、夏洛特·迪努亞（花澤香菜）、蘿拉·博德維希（井上麻里奈）、更識楯無（齋藤千和）、更識簪（三森鈴子） | 「BEAUTIFUL SKY」 | 電視動畫《IS〈Infinite Stratos〉2》片頭主題曲                        |
| 2014年   |                                                                    | | |                                                                      |
| 2月19日  | 『伽利略少女』3卷 完全生產限定版 Blu-ray&DVD特典CD                 | 星月·法拉利（日高里菜）、神月·法拉利（大久保瑠美）、葉月·法拉利（真堂圭）、安娜·亨德里克斯（井上麻里奈）                                                                | 「 三妹&歌ver.（フルサイズ）」 | 電視動畫《伽利略少女》相關歌曲                                       |
| 3月5日   | IS〈Infinite Stratos〉2 Ignition Hearts 主題歌集                   | 篠之之箒（日笠陽子）、西西莉亞·奧爾科特（尤加奈）、凰鈴音（下田麻美）、夏洛特·迪努亞（花澤香菜）、蘿拉·博德維希（井上麻里奈）                                           | 「Grow Up Shining!!」 | 遊戲《IS〈Infinite Stratos〉2 Ignition Hearts》主題歌                |
| 3月26日  | 暗闇裂光鼓動                                                       | 蘿拉·博德維希（井上麻里奈） | 「暗闇裂光鼓動」 「BEAUTIFUL SKY（ver.）」 | 電視動畫《IS〈Infinite Stratos〉2》相關歌曲                          |
| 5月14日  | MOST以上的"MOSTEST"                                                | 艾可（伊瀨茉莉也）、西爾維亞·羅雷亞蒙（佐倉綾音）、蕾貝卡·蘭德爾（井上麻里奈）                                                                                          | 「MOST以上"MOSTEST"」 | 電視動畫《星刻龍騎士》片尾主題曲                                     |
| 7月23日  | 電視動畫「約會大作戰II」音樂精選 DATE A "IMPRESSIVE" MUSIC         | 夜刀神十香（井上麻里奈）、五河士織（藏合紗惠子） | 「Q&A」 | 電視動畫《約會大作戰II》劇中插入歌                                   |
| 8月6日   | 君＊＊DAY                                                          | 良田胡蝶（井上麻里奈） | 「君＊＊DAY♡」 | 電視動畫《農林》相關歌曲                                             |
| 8月20日  | 電視動畫「約會大作戰II」音樂精選 DATE A "HAPPY" MUSIC              | 夜刀神十香（井上麻里奈） | 「G.P.S. (Golden Powder Snow)」 | 電視動畫《約會大作戰II》相關歌曲                                     |
| 8月21日  | 戰國少女 精選原聲音樂CD                                            | 大友sourin（加藤英美里）、毛利motonari（能登麻美子）、長宗我部motochika（井上麻里奈）                                                                                   | 「乙女強麗」 | 角子機《戰國乙女 ～在劍戟中揮舞的白之劍聖～ 西國參戰篇》搭載歌唱樂曲 |
| 9月3日   | 星刻龍騎士 第3巻 角色歌曲CD（蕾貝卡）                              | 蕾貝卡·蘭德爾（井上麻里奈） | 「Scarlet Empress 」 「MOST以上"MOSTEST" (ver)」 | 電視動畫《星刻龍騎士》相關歌曲                                       |
| 10月22日 | 魔法科高中的劣等生 第4卷                                           | 七草真由美（花澤香菜）、渡邊摩利（井上麻里奈） | 「放課後Twilight」 | 電視動畫《魔法科高中的劣等生》相關歌曲                               |
| 2015年   |                                                                    | | |                                                                      |
| 3月27日  | Grand Stage 第3幕 風宮繪琉                                         | 風宮繪琉（井上麻里奈） | 「夢 on stage ～～」 「Flying Boy」 | 廣播劇CD《Grand Stage》相關歌曲                                      |
| 4月29日  | 銃皇無盡的法夫納 角色歌曲專輯 －麗－                               | 奇力·史爾特爾·穆斯貝爾海姆（井上麻里奈） | 「」 | 電視動畫《銃皇無盡的法夫納》相關歌曲                                 |
| 10月11日 | 終物語 「」主題歌                                                  | 老倉育（井上麻里奈） | 「mathemagics（TV size）」 | 電視動畫《終物語》片頭主題曲                                         |
| 2016年   |                                                                    | | |                                                                      |
| 1月27日  | 電視動畫「終物語」Blu-ray＆DVD第二卷「」特典CD                     | 老倉育（井上麻里奈） | 「mathemagics」 | 電視動畫《終物語》片頭主題曲                                         |
| 2月24日  | 電視動畫「終物語」Blu-ray＆DVD第三卷「」特典CD                     | 老倉育（井上麻里奈） | 「夕立方程式」 | 電視動畫《終物語》相關歌曲                                           |
| 2017年   |                                                                    | | |                                                                      |
| 4月26日  | Far away                                                           | 阿爾敏·亞魯雷特（井上麻里奈） | 「Far away」 | 電視動畫《進擊的巨人相關歌曲                                         |
| 2018年   |                                                                    | | |                                                                      |
| 8月29日  | wicked prince                                                      | princess à la mode | 「wicked prince」 | 遊戲《物語系列 Puc Puc》主題歌曲                                     |
| 2019年   |                                                                    | | |                                                                      |
| 5月22日  | 電視動畫「約會大作戰III」音樂精選 DATE A "HAPPY" MUSIC             | 夜刀神十香（井上麻里奈） | 「傑華」 | 電視動畫《約會大作戰III》相關歌曲                                    |
| 2020年   |                                                                    | | |                                                                      |
| 1月15日  | 好。 ～告白實行委員會角色歌曲集～                                  | HoneyWorks feat. 扇野涼（井上麻里奈） | 「愛成就」 | 《告白實行委員會 ～戀愛系列～》相關歌曲                              |

### 參加樂曲
| 發行日期 | 標題                                             | 名義 | 曲名                                                             | 備註                                               |
| 2008年   | 2008年                                           | 2008年 | 2008年                                                           | 2008年                                             |
| -------- | ------------------------------------------------ | --- | ---------------------------------------------------------------- | -------------------------------------------------- |
| 1月23日  | 百歌聲爛 ～女性聲優篇～ II                       | 井上麻里奈 | 「」 「」 「」 「Lucky & Happy～」 「」 「」 「」 「」 「」 「」 |                                                    |
| 12月26日 | DJCD 神戶前向女學院。II                          | 井上麻里奈&伊藤加奈惠 | 「>>」 「神前向女院。校歌」                                      | 廣播節目《神戶前向女學院。》主題歌曲               |
| 2011年   |                                                  | |                                                                  |                                                    |
| 2月9日   | 魔法小天使 官方致敬專輯                          | 井上麻里奈 | 「好」                                                           | 電視動畫《魔法小天使》主題歌翻唱                   |
| 8月26日  | 井上麻里奈、下田麻美的IT革命！ Expansion！       | 井上麻里奈&下田麻美 | 「to」                                                           | 廣播節目《井上麻里奈、下田麻美的IT革命！》主題歌曲 |
| 2012年   |                                                  | |                                                                  |                                                    |
| 1月13日  | 井上麻里奈、下田麻美的IT革命！ Expansion！ Vol.2 | 井上麻里奈&下田麻美 | 「」                                                             | 廣播節目《井上麻里奈、下田麻美的IT革命！》主題歌曲 |
| 3月31日  | tetote                                           | 淺沼晉太郎、岡本信彥、小野大輔、梶裕貴、木村良平、藤原啓治、前野智昭、井口裕香、伊藤加奈惠、伊藤靜、井上麻里奈、金元壽子、川澄綾子、喜多村英梨、釘宮理惠、佐藤聰美、佐藤利奈、澤城美雪、中原麻衣、南條愛乃、能登麻美子、花澤香菜、日笠陽子、Milky Holmes（三森鈴子、德井青空、佐佐木未來、橘田泉）、悠木碧 | 「tetote」                                                       | Project VAOL 東日本大震災慈善樂曲                  |

## 書籍
- 井上麻里奈 MariIro（2014年5月30日）

### 雜誌連載
- Anican（日语：アニカン）
- 電擊魔王
- SEIGURA
- 聲優Animedia

## 腳註

## 外部連結
- 青二Produciton公式官網的聲優簡介 （日語）
- （日語）－井上麻里奈的官方個人部落格。
- 井上麻里奈Official Web Site （页面存档备份，存于） （日語）－井上麻里奈於Aniplex時期的官方個人部落格。
- 井上麻里奈的X（前Twitter） （日語）